# エアロパーツ

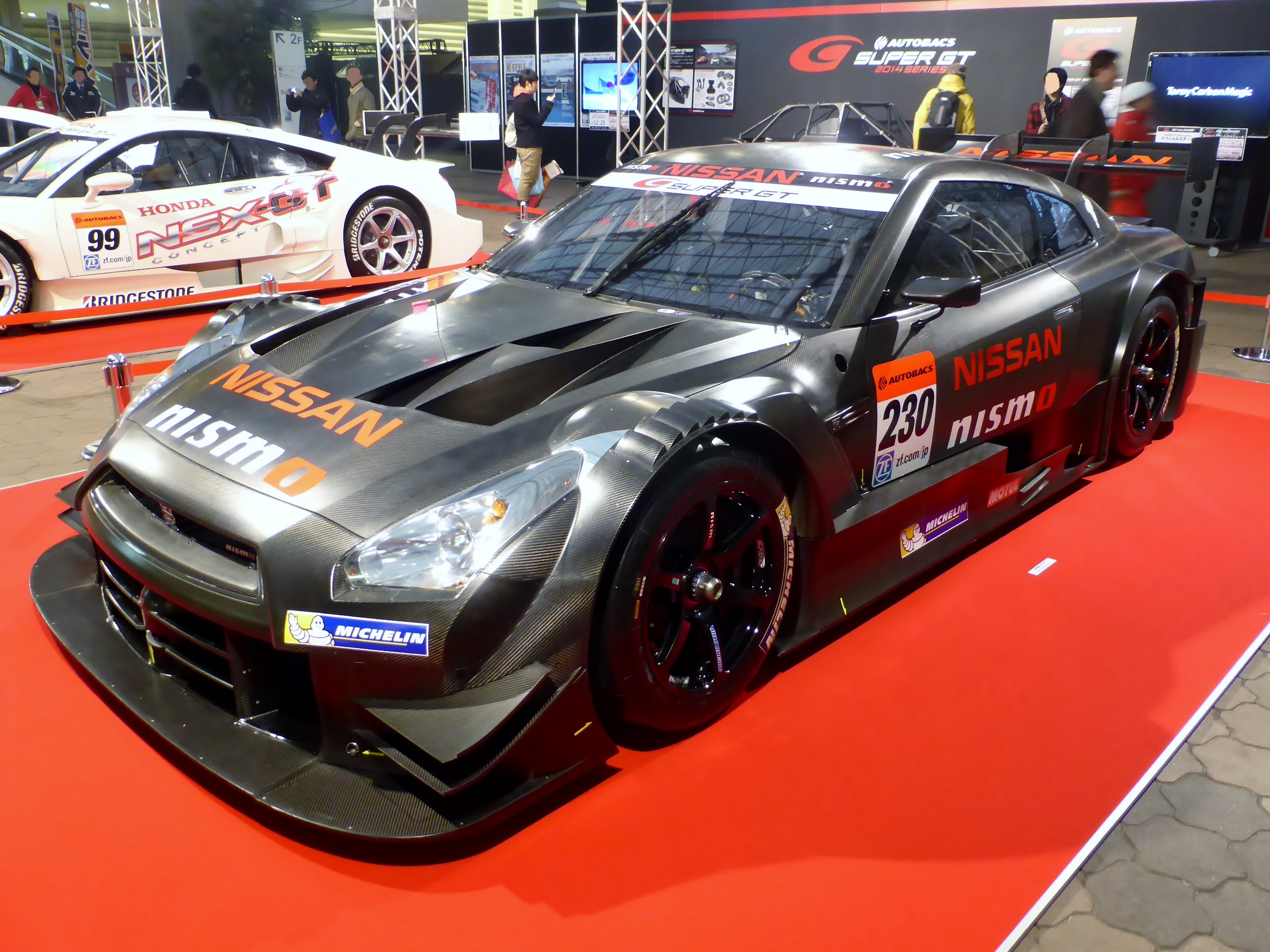
レース車両には数多くのエアロパーツが装着される GT-R nismo GT500の例

エアロパーツ (aero parts) とは主に車のボディ外部に取り付けられ、空気力学を利用して車体のリフト（揚力）低減、ダウンフォース獲得、走行安定性や操縦性の向上、空気抵抗の低減、車体の汚れ防止、風切り音の低減、などの効果を狙ったパーツ類の総称である。エアロ、空力パーツ、空力デバイスなどとも呼ばれる。
一般の乗用車のドレスアップ用として市販されているエアロパーツの多くは空力解析を行っていない単なるファッションアイテムとして売られている場合が多いが、レーシングカーに使われるエアロパーツは実走行試験、風洞実験およびコンピューターによる数値流体力学シミュレーションを行って開発され、純粋なレースカーではレースの勝敗を大きく左右するほど重要なパーツである。

## 公道用とレース用のエアロパーツ

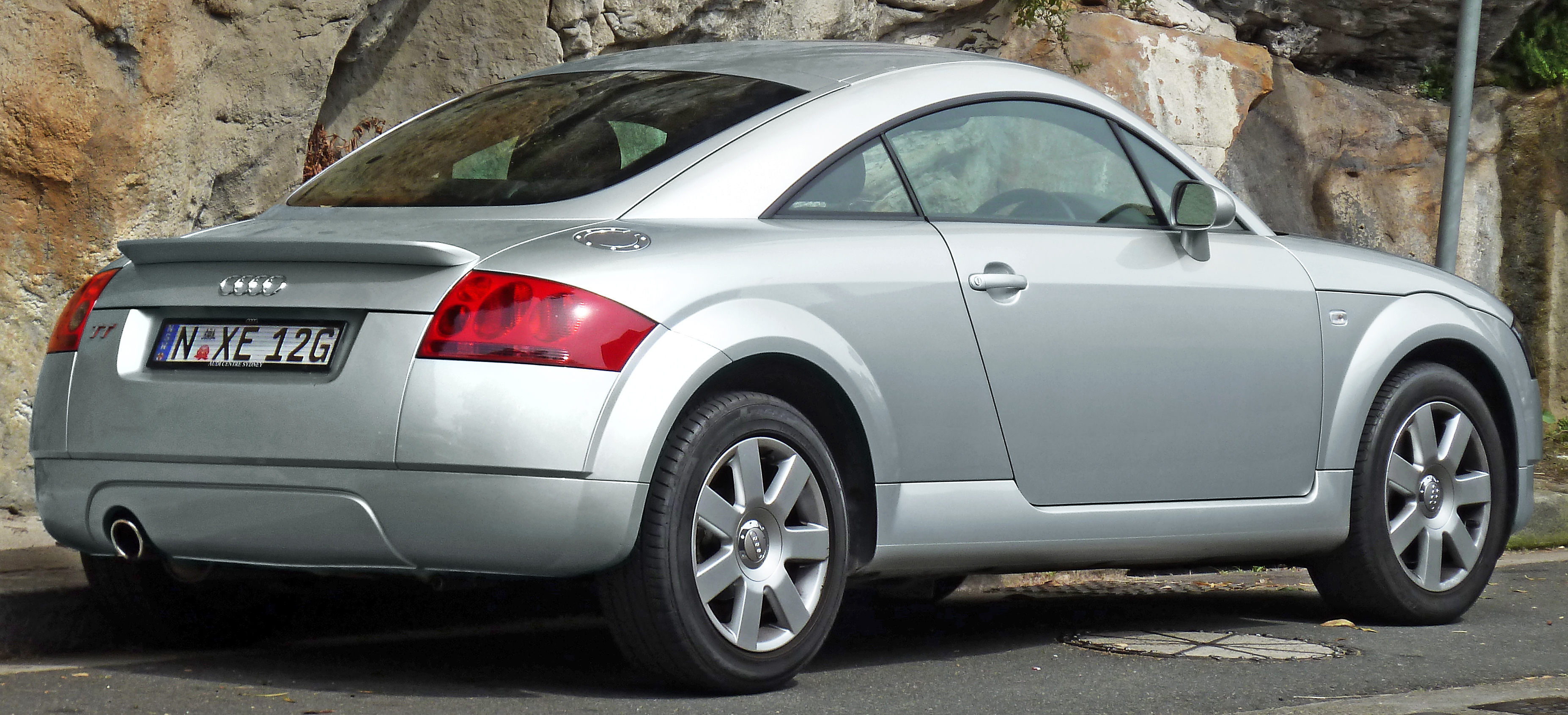
高速で横転事故が相次ぎリアスポイラーが追加されたアウディTT

高性能車は走行安定性を重視した空力特性に設計される傾向が有り、アウディ・TTが超高速域での横転事故多発を受けリコール扱いでリアスポイラーが追加された例があるが、これは気流の向きを変更しリアの揚力を減らして車両の安定を確保するのが目的である。
一般車は燃費低減を目的とした空気抵抗低減や風切り音低減のため、メーカー純正でもアンダーカバーやタイヤディフレクター等の各種エアロパーツで整流が行われる例が増えている。

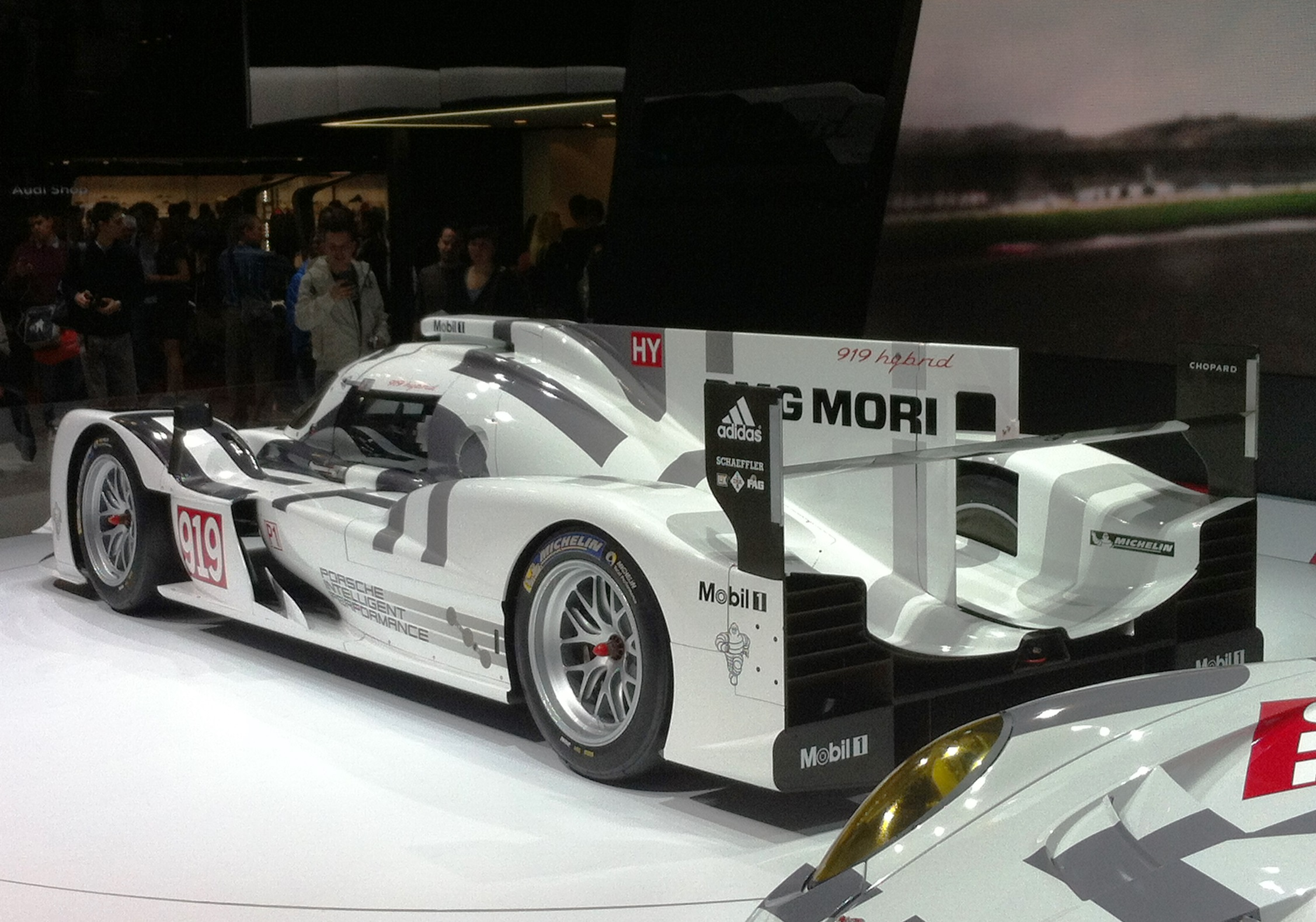
ル・マン用マシンは最新の空力設計がされている

レースカーに装着されるエアロパーツはドラッグ（空気抵抗）をなるべく増やさずに強力なダウンフォースを得ることを重視して設計される。また、レースカーは規定で定められた車両形状や走行条件、ルールに沿う形で最も効果的な形状のエアロパーツが開発され取り付けられる。
F1カーなどに代表されるレース専用車は重量がほぼ軽自動車程度であり、極端に軽いため車体の重量によってタイヤを路面に押し付ける力が大変弱い。その上に非常に大きなパワーを持っているので、そのままの状態ではタイヤの性能を100%使い切るのが困難である。そこで各種エアロパーツや空力的ボディ形状により強大な下向きの力（ダウンフォース）を与えてタイヤを強く路面に押し付けることで、サーキットを速く走るのに必要なタイヤのグリップ力（摩擦力）を獲得しており、まるで路面に磁石でくっついているような市販車では到底不可能な速度のコーナーリングが可能である。そのダウンフォースの大きさはF1カーで2トン、グループCカーで最大3.5トンとも言われている。その強大なダウンフォースのため走行中の車高は下がり、ストレートエンドの最高速付近で底が擦るほどになる。空力を使ったダウンフォースは車の重量を使ったダウンフォースとは違い、慣性には全く影響しないため運動性を失うことはない。
これらのレース専用車ではタイヤのグリップ力はダウンフォース量で決まるため、高速になるほどグリップが増し、低速になるほどグリップが減るという特徴がある。前走車の後ろを走ると乱流のためダウンフォースが減り、車が不安定になりがちである。そのため、このようなレース専用車を速く走らせるためには、一般車両とは違う独特の運転技術が要求される。

## 素材
エアロパーツの材質は主に合成樹脂であり、小ロットで製造可能で軽量なFRP（ガラス繊維強化プラスチック）やCFRP（カーボン繊維強化プラスチック）が用いられることが多い。乗用車のアフターマーケット向けパーツメーカー製は小ロット生産と加工性に優れ、また万が一破損した際も補修が容易なFRPが主流である。FRPは大掛かりな成形装置を使うこと無く手作業で成型できるため、従業員一人と言うような非常に小さなメーカーでも量産が可能である。カーボン繊維は高価なので一部の高級品に使われ、最高の軽さと強度を持つドライカーボンは非常にコストがかかるため、主に競技用車に使われる。また純正用品やディーラー向けアクセサリーとして用意されているエアロパーツには、金型で大量生産出来るポリウレタンやABS樹脂などを使い、真空成型や射出成形等によって成型される。これらはリサイクル性に優れるが破損時の補修には不向きである。なおアフターマーケット向けパーツメーカーの中にも、人気車種にはポリウレタン、ABS樹脂等で量産している場合もあるがあくまでも一部に限られている。

## エアロパーツの種類と効果

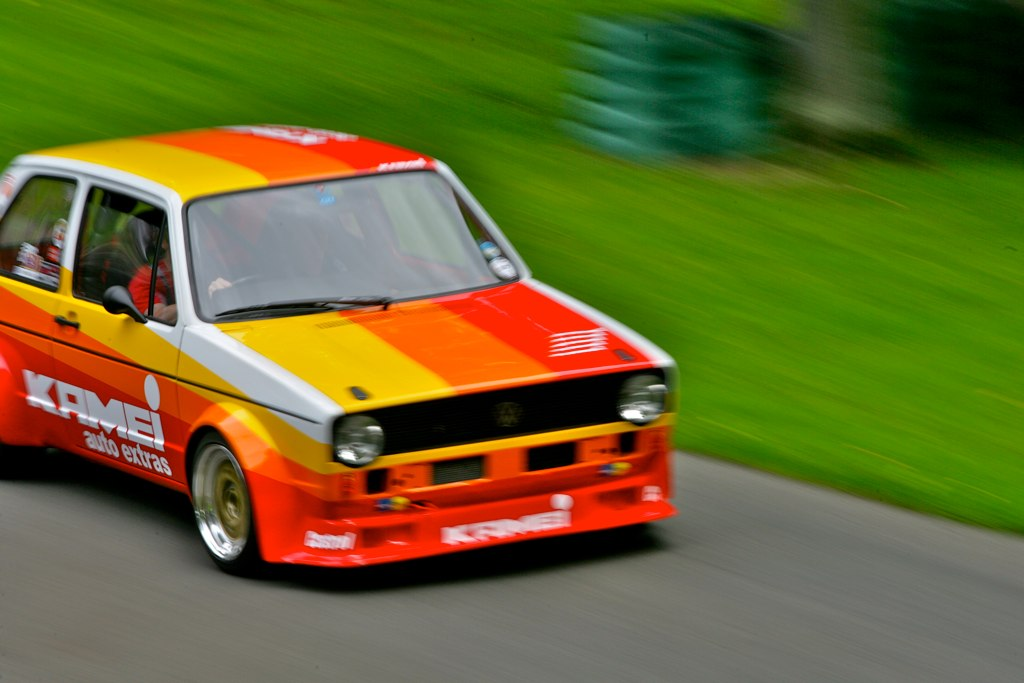
VWゴルフに付けられたフロントスポイラー

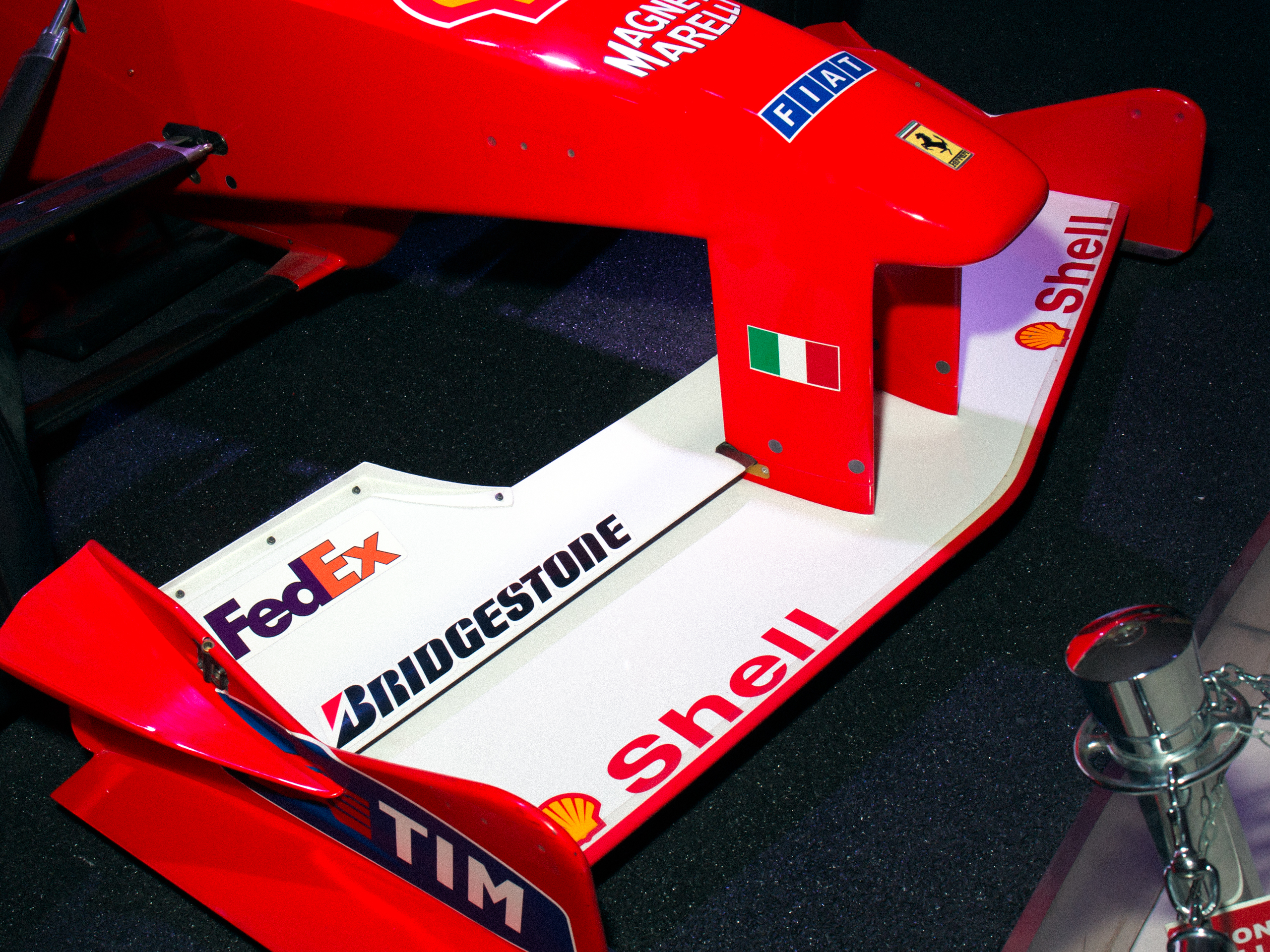
F1のフロントウイング

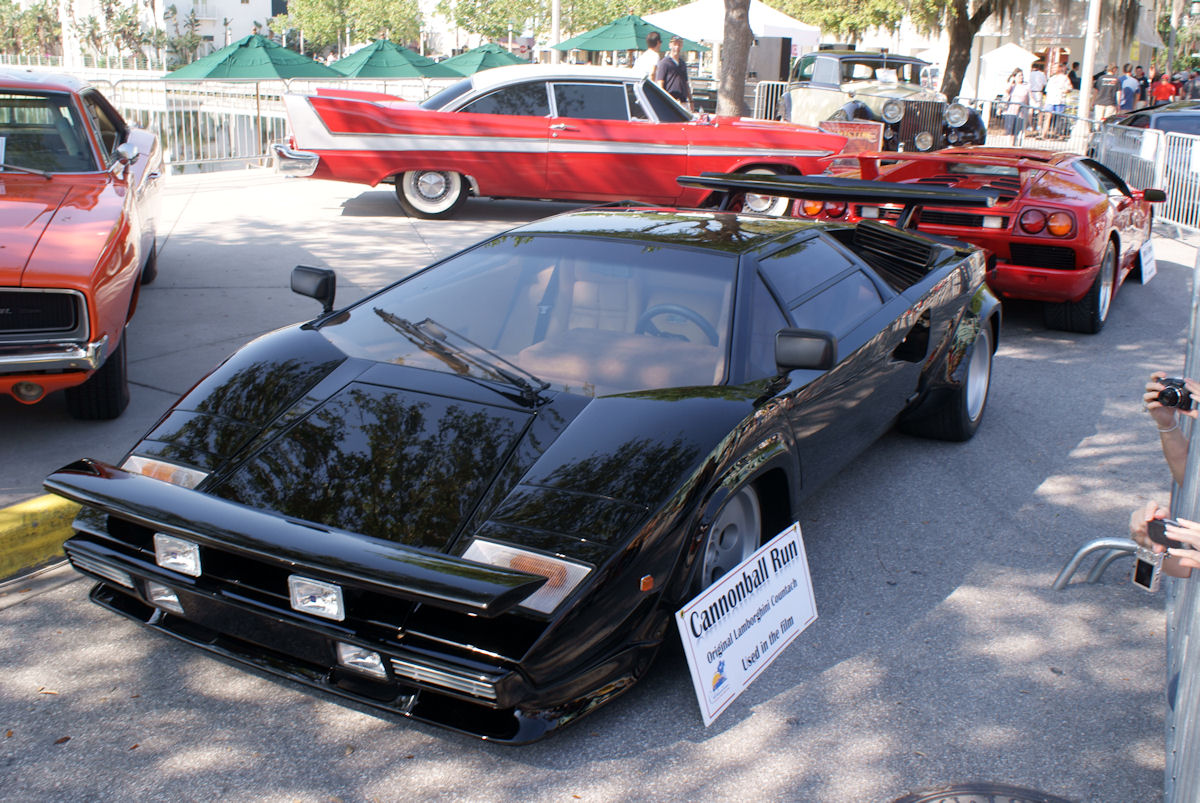
ランボルギーニ・カウンタックのフロントウイング

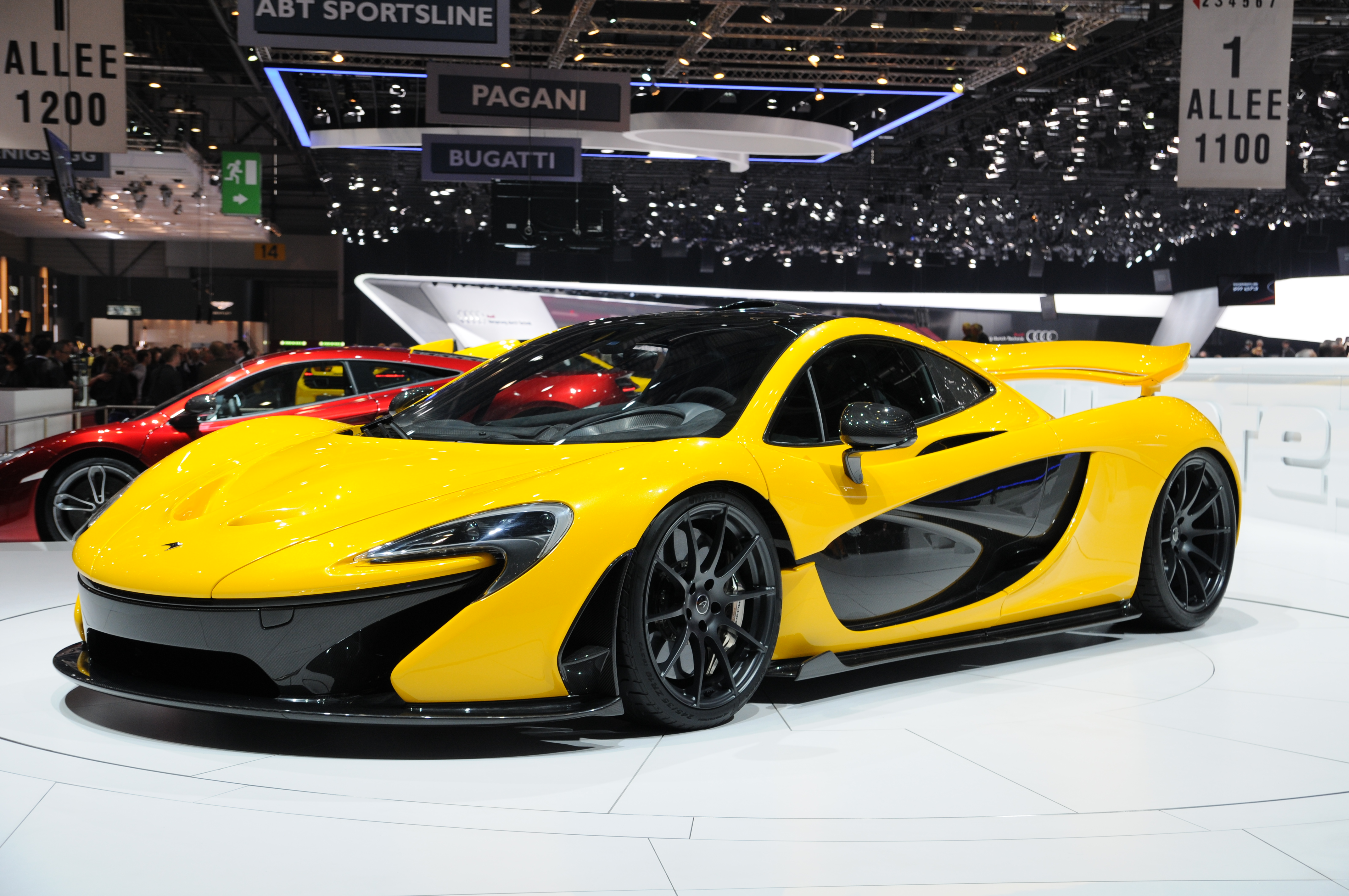
サイドスカートが付けられたマクラーレンP1

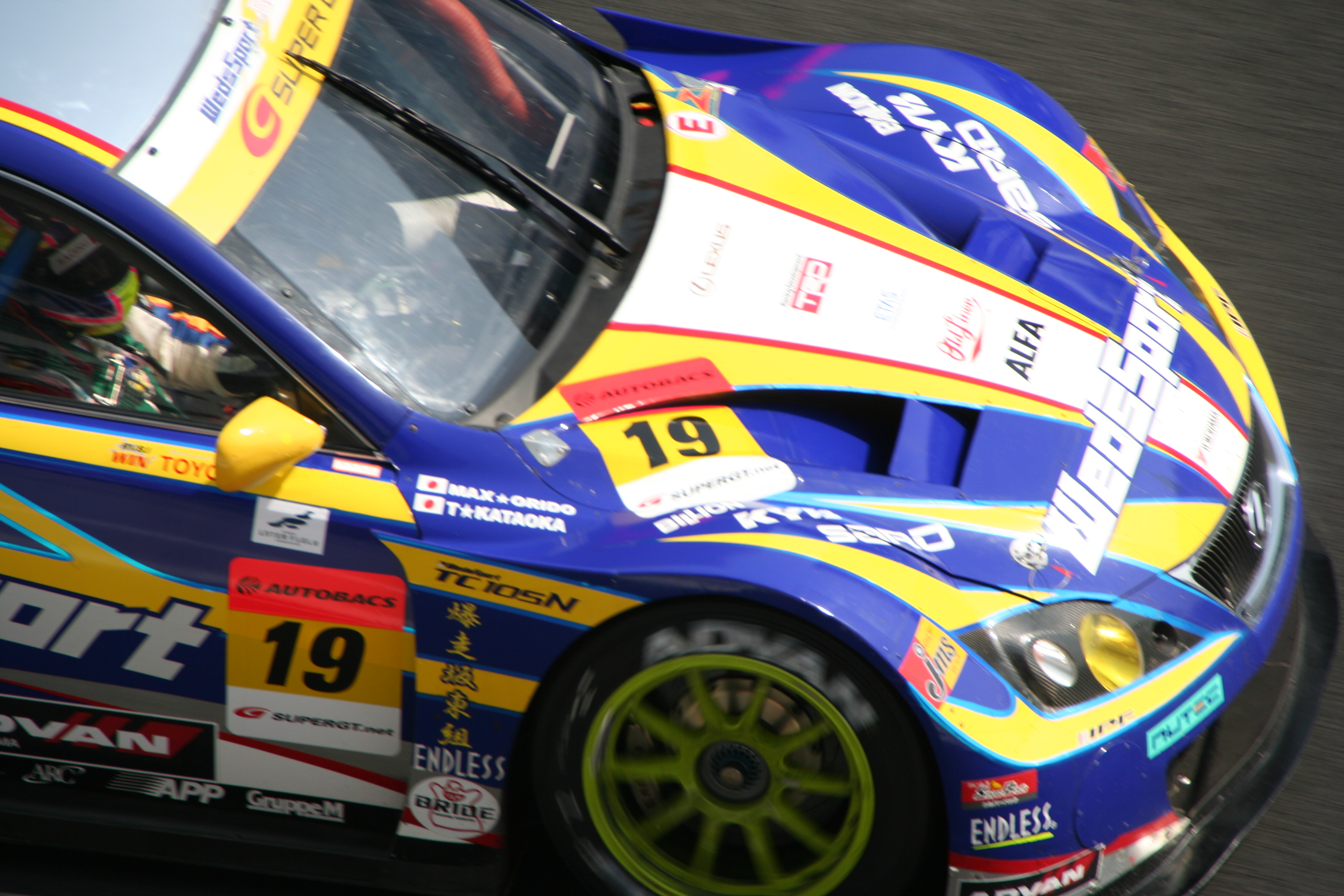
SuperGTの穴あきボンネット

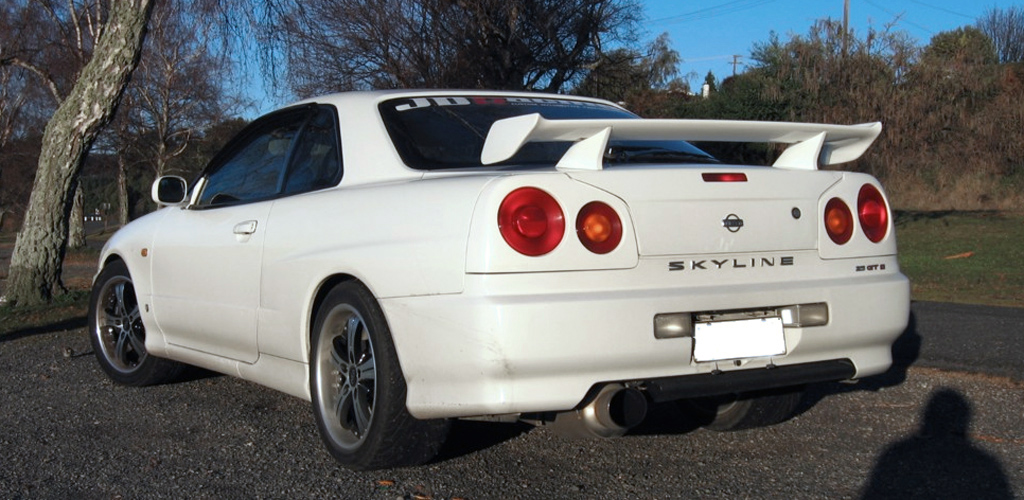
リアウイングを装着したスカイライン

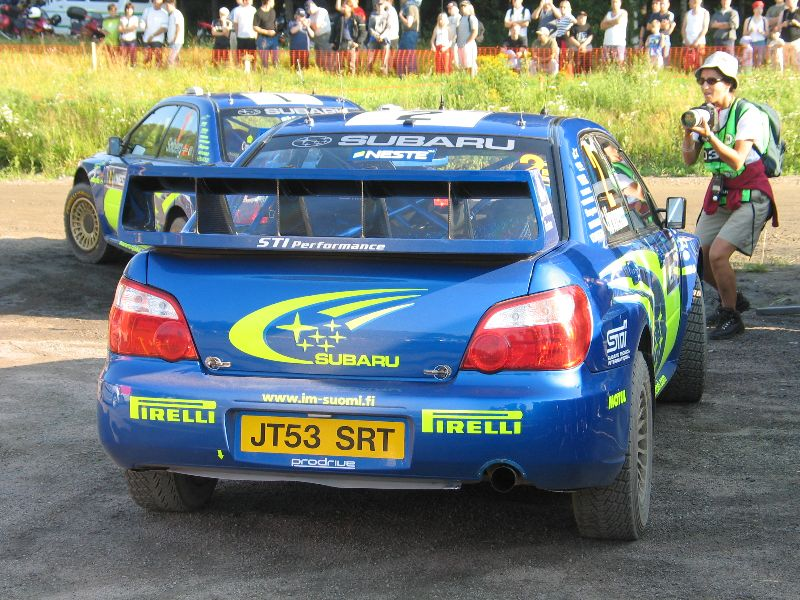
スバル・インプレッサに装備される通称「本棚ウィング」

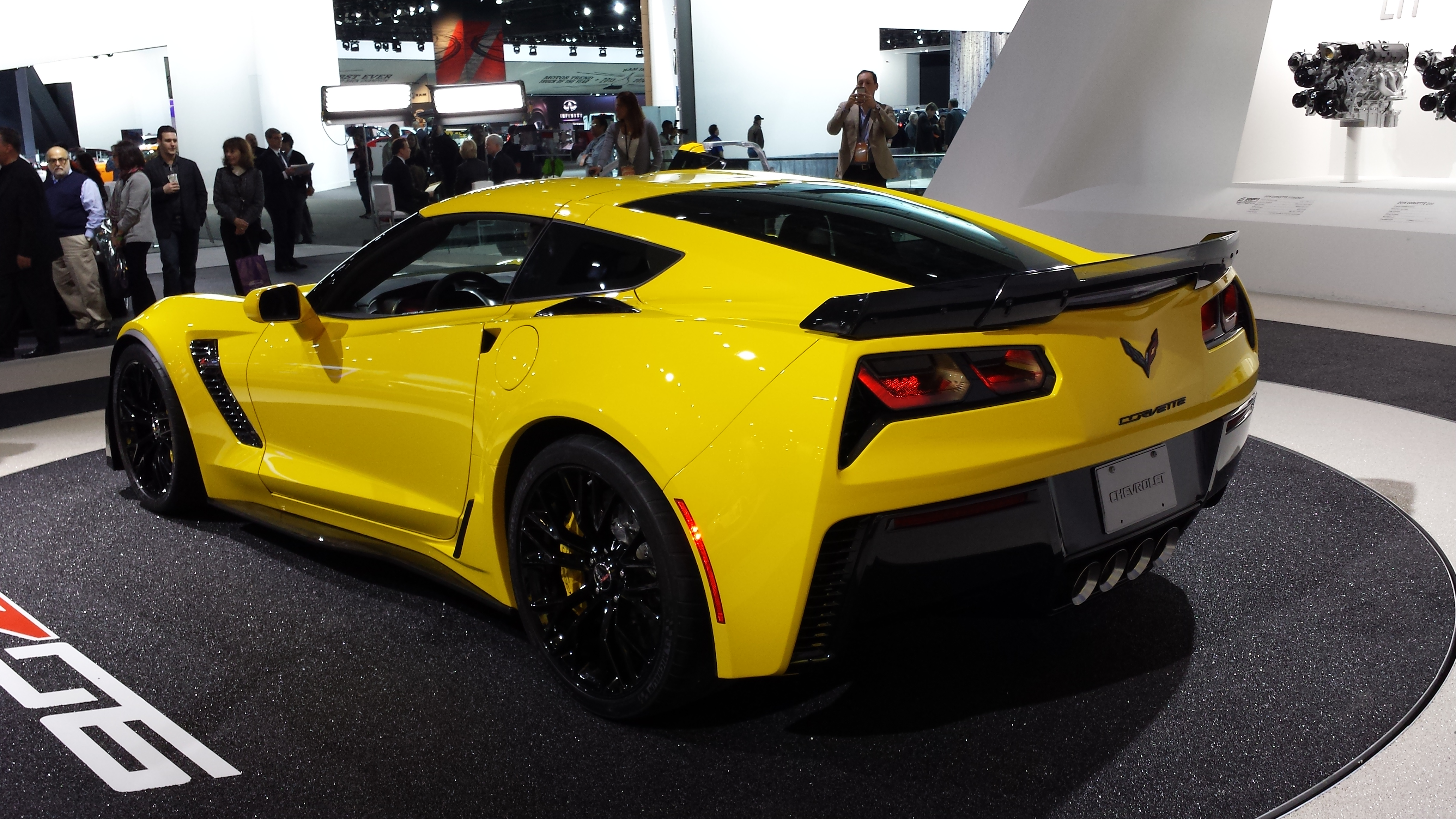
シボレー・コルベットZ06に取り付けられたリアスポイラー

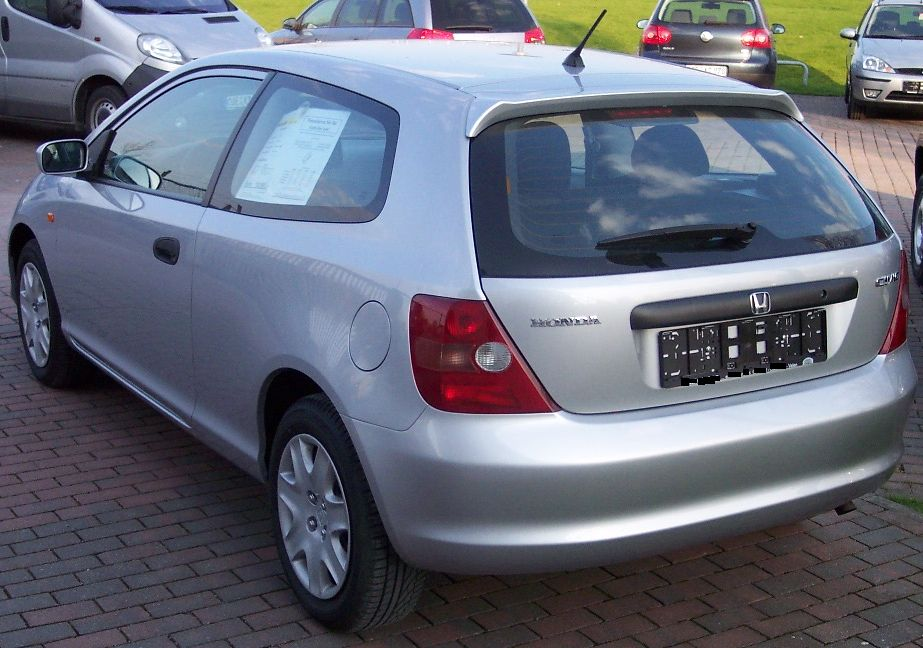
テールゲートスポイラーを装着したシビック

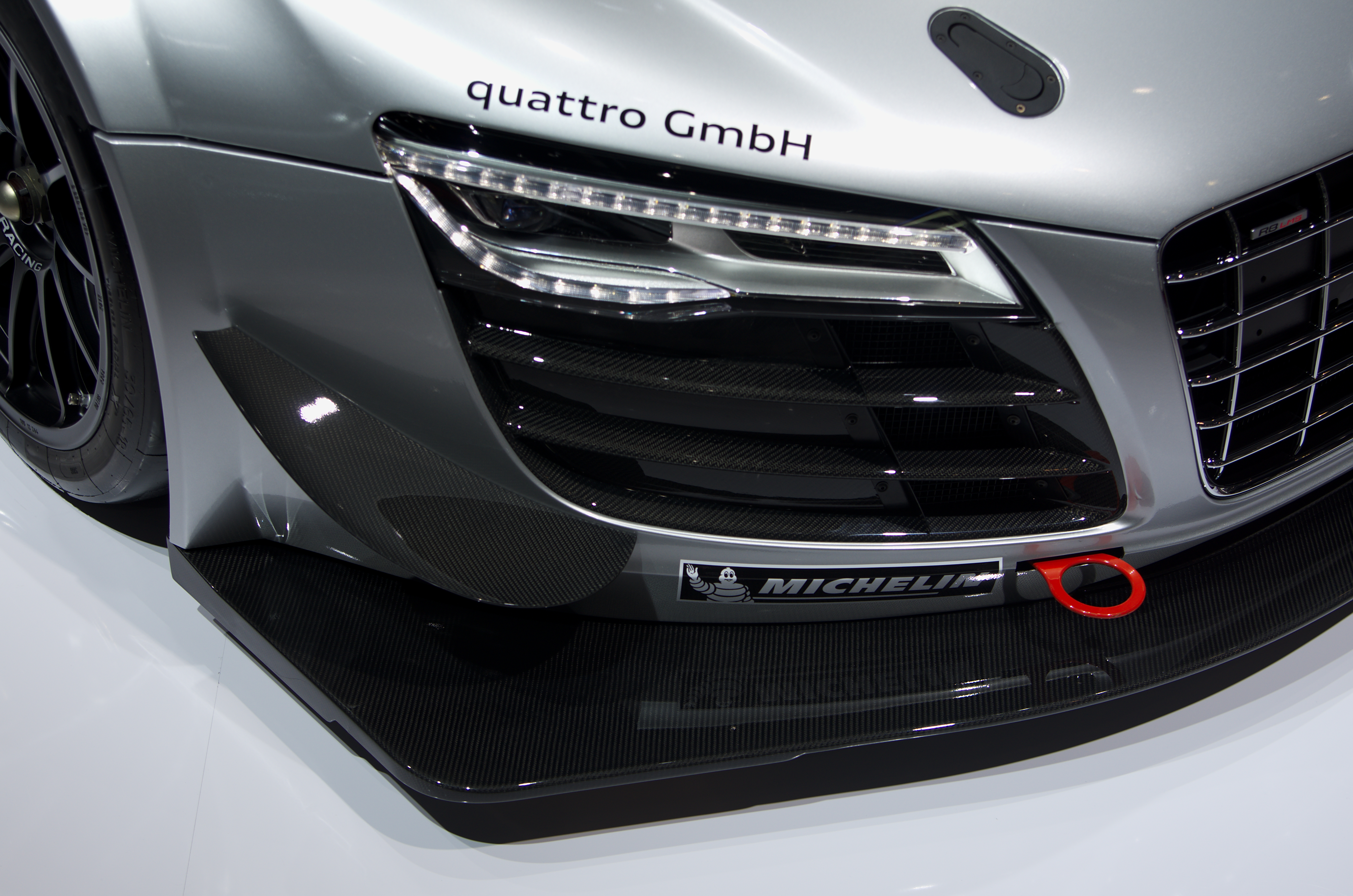
Audi R8のカナード。その下にある板状のパーツはスプリッター

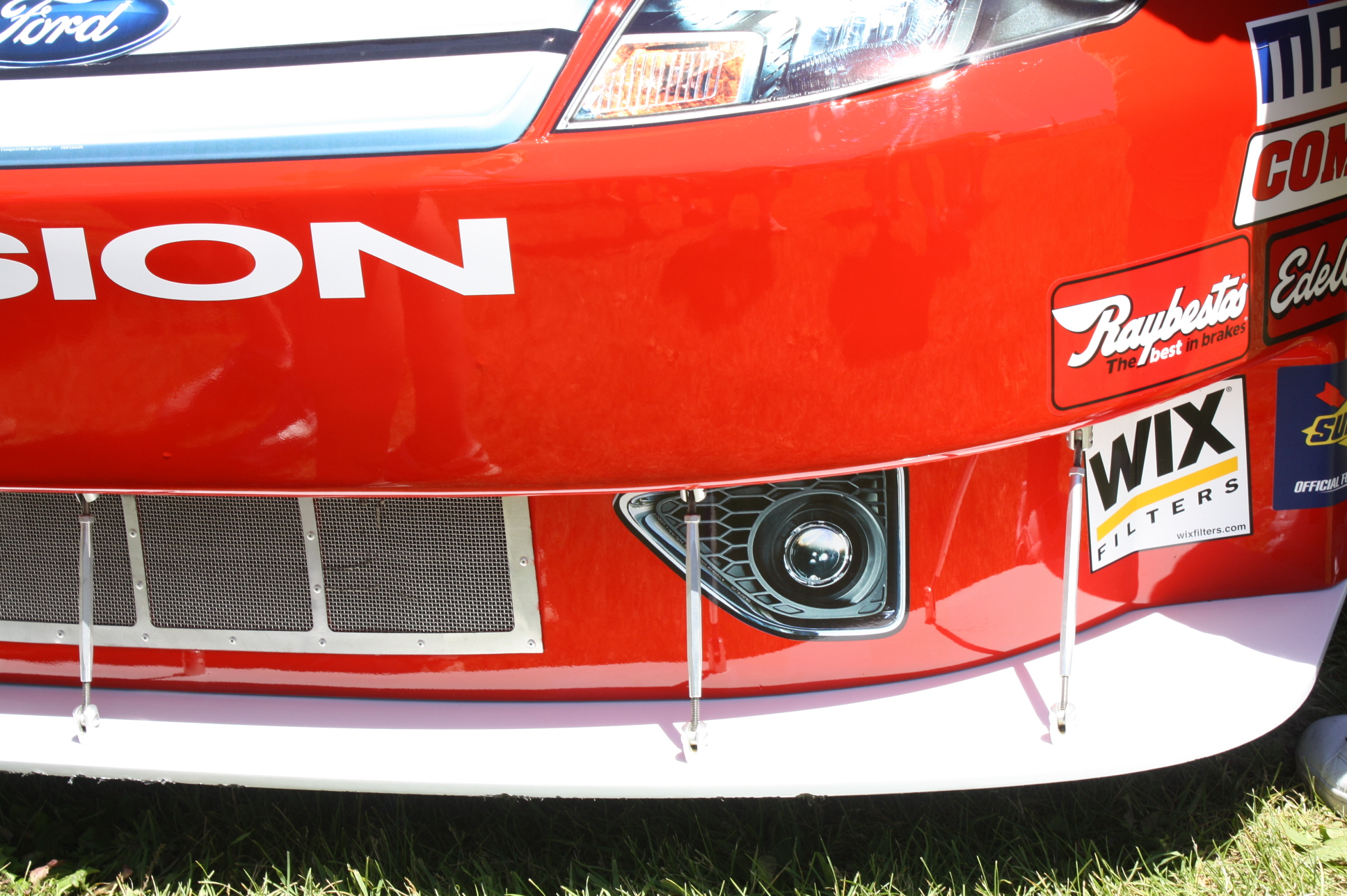
NASCARのスプリッター

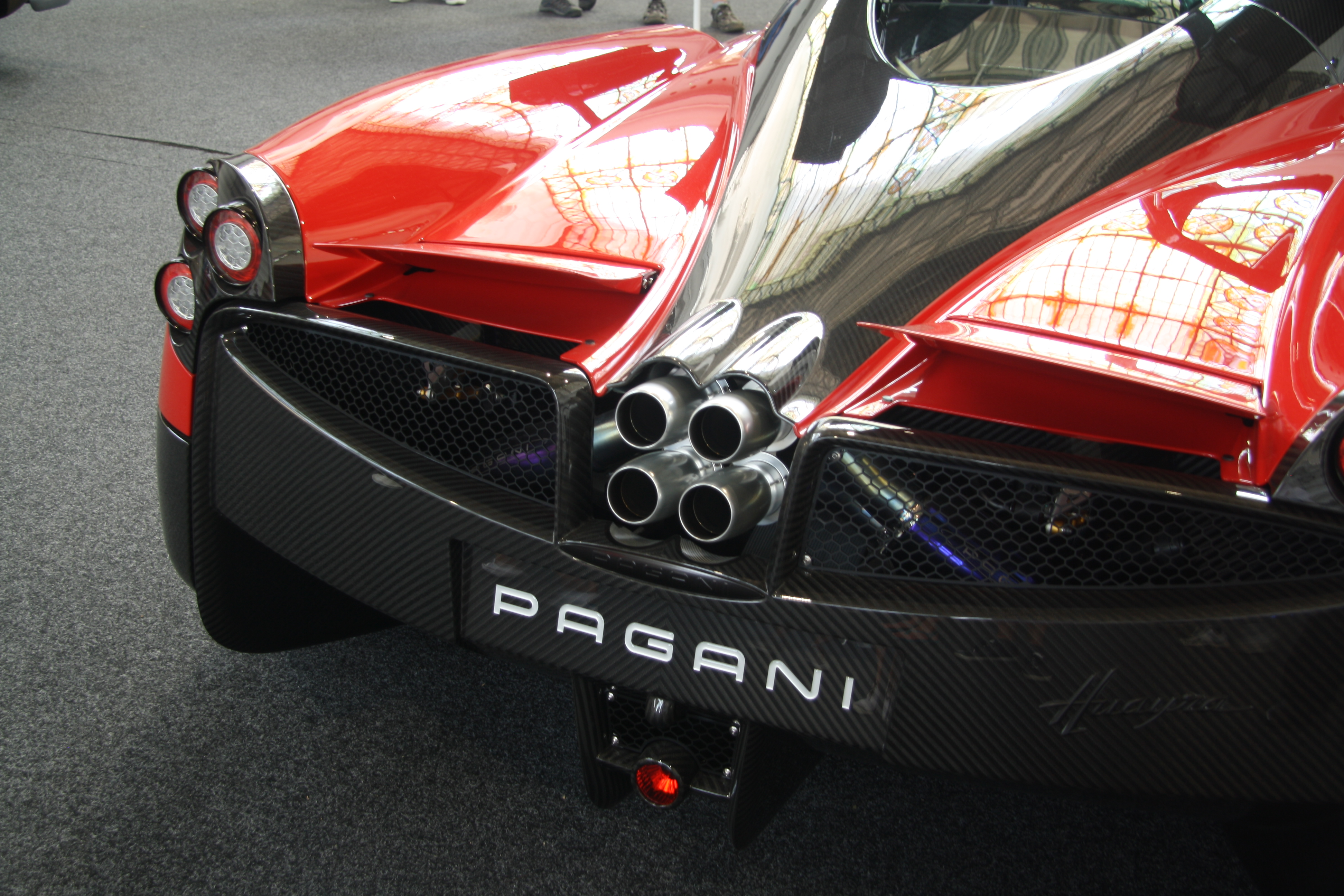
パガーニ・ウアイラの可変スポイラー

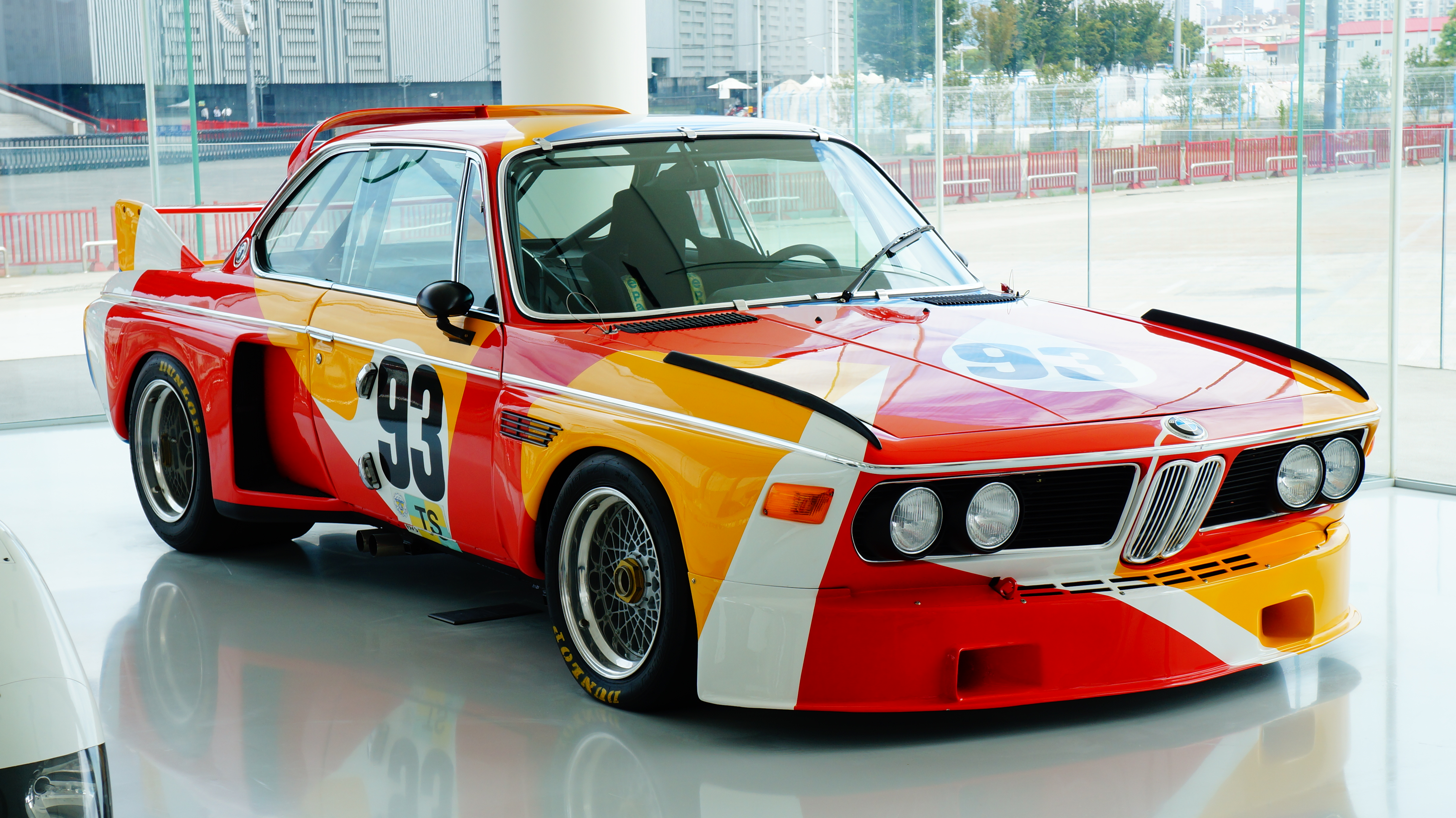
フェンダースポイラーが取り付けられたBMW 3.5 CSL

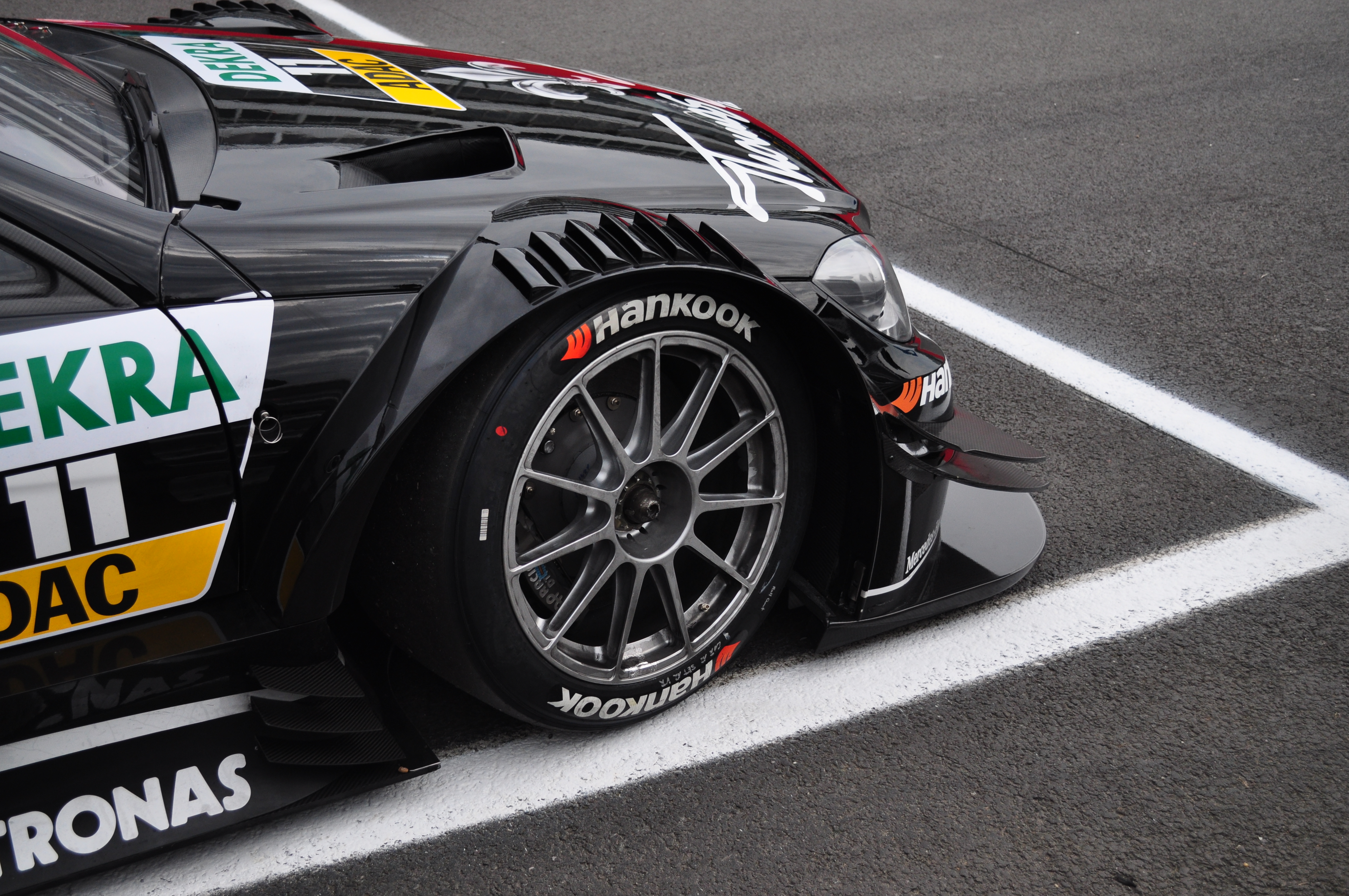
フェンダー上部の穴(DTMマシンの例)

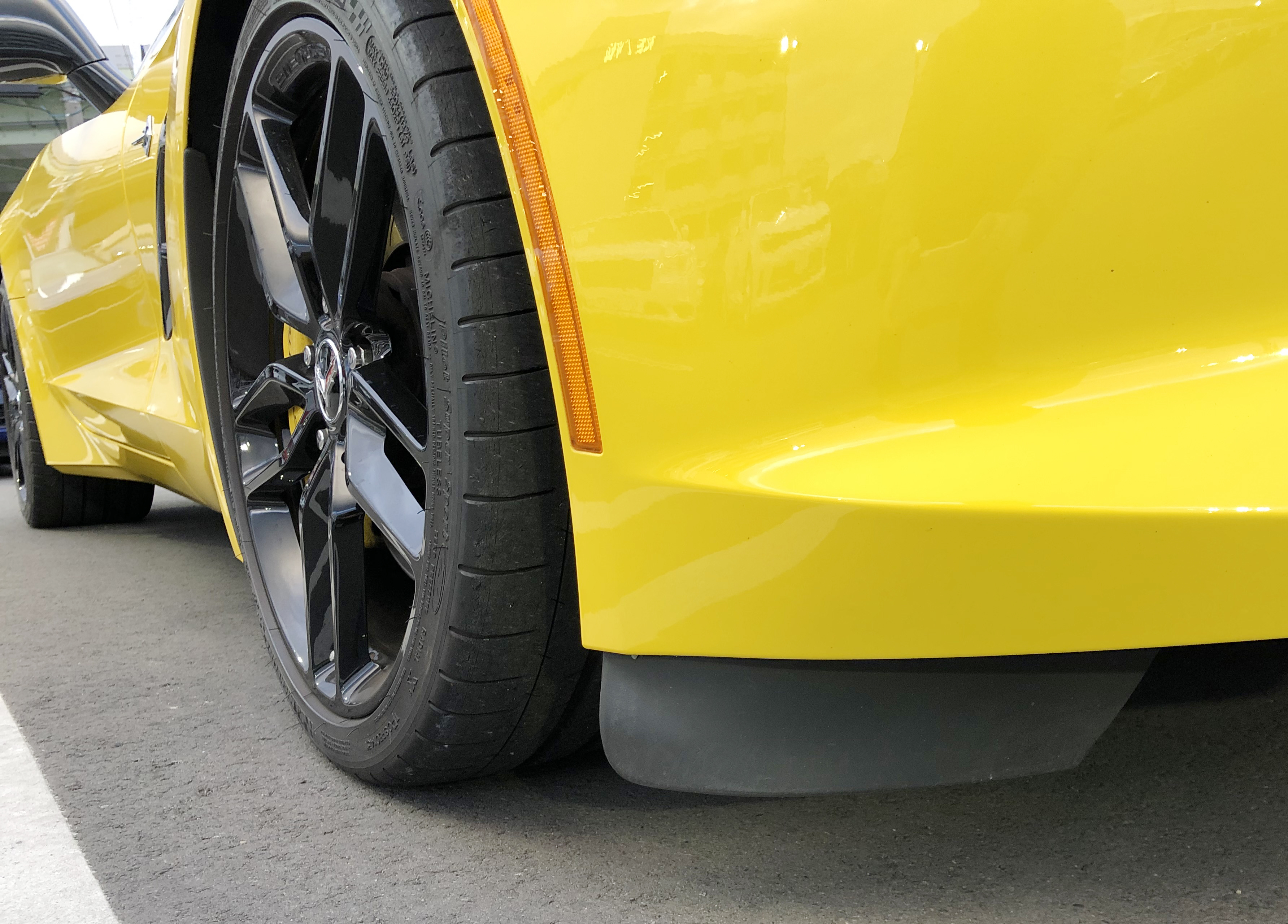
C7コルベットのタイヤディフレクター

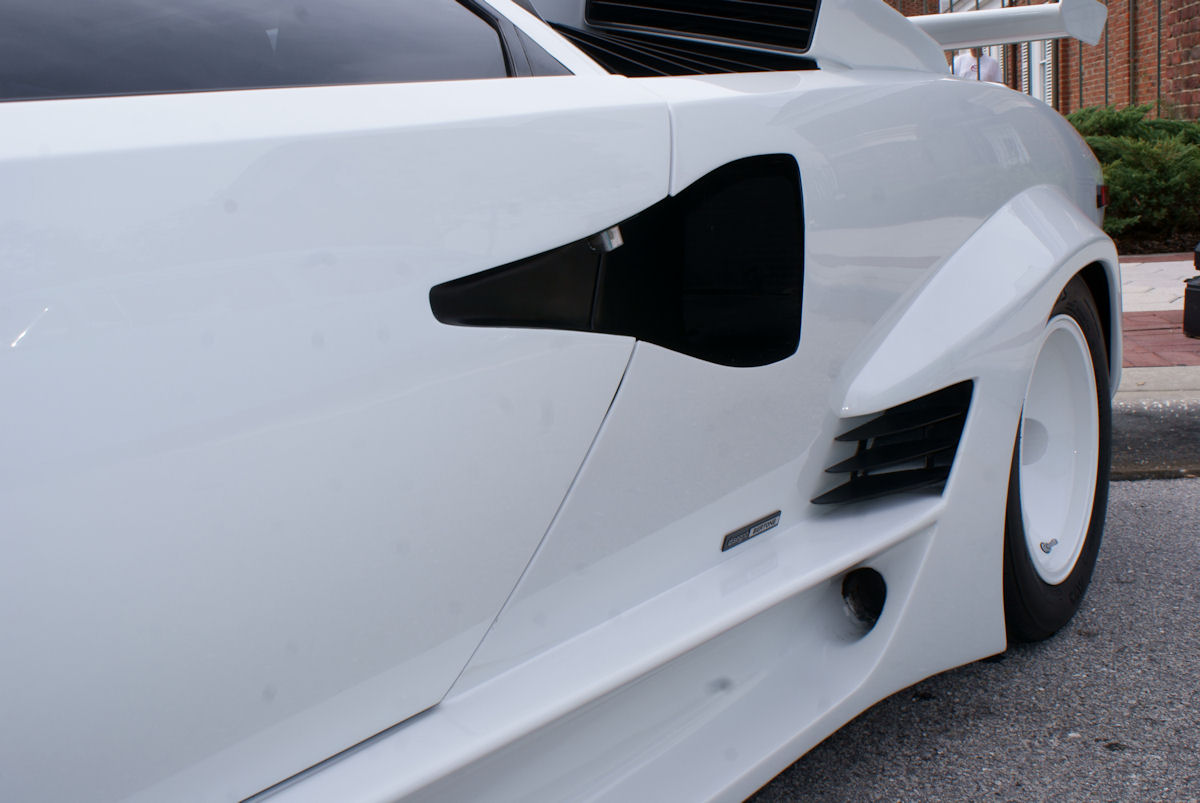
ランボルギーニ・カウンタックのドアのNACAダクト

フロントスポイラー

別名エアダムとも呼ばれ、バンパー下に取り付けられ車体下面への空気の流入をダムのようにせき止めて、車体が浮き上がるのを抑制するエアロパーツである。これによって空気抵抗が増加するが、フロントスポイラーの後ろが負圧となりダウンフォースが発生する。
最新のレースカーでは、あえて気流を底面に導きフロント・ディフューザーと共に、ベンチュリ効果で更に大きなダウンフォースを得る設計が主流になりつつある。
呼び名は製造販売者によって様々である。バンパー1体の物を「フロントバンパースポイラー」別体の物を「チンスポイラー」「リップスポイラー」「フロントアンダースポイラー」「フロントハーフスポイラー」などと呼ぶ。
公道用車両に取り付けたフロントスポイラーはウインカーなど重要保安部品がついていた場合はオーバーハング規定が採用され、その最低部が最低地上高となる場合が多いが、何も着いていなかったりリップスポイラーなどの場合は、その規定が当てはまらないため、最低地上高の対象外となる。
フロントウイング

車体最前部に設けられた翼で、ダウンフォースにより前輪のグリップを増す効果がある。主にフォーミュラカー等に用いられ1967年頃より見られるようになった。またタイヤがむき出しであるフォーミュラカーのフロントウイングはダウンフォース発生だけではなく、気流をタイヤの外側に流すアウトウォッシュ効果を与えて、フロントタイヤの乱流が車体の各種エアロパーツに与える悪影響を抑える役目もある。ル・マン・プロトタイプ（LMP）車両などは、スプリッターから連なるフロント・ディフューザーがウイング状となっている物もある。
公道用の市販車へのフロントウイング採用例は皆無に近いが、ランボルギーニ・カウンタックにオプションパーツとしてフロントウイングが設定された例がある。
サイドスカート

サイドステップ、サイドスポイラー、サイドシルプロテクター（主に日産純正部品）とも呼ばれる。両サイドに装着し、底面に入る空気を低減して、リフトを抑え車体のふらつきを抑える役割がある。サイドから底面に入る空気をせき止めリヤディフューザーのダウンフォース効率を上げる。リヤディフューザーによって車体底面を負圧にするためには、底面の気密性を上げ両サイドからの空気の侵入をなるべく防ぐ必要があるが、車高を十分に低くすることが出来ない場合サイドスカートを地面近くまで伸ばすことによって同様の効果が得られる。この手法はグラウンド・エフェクト・カー全盛期で盛んに使われていた。
エアロボンネット
GTレースカーに主に使われる穴開きのボンネットはフロントラジエター開口部から入った空気をボンネット上面から排出し冷却効率が上がる。
ボンネット後端を持ち上げて隙間を開ける改造はフロントガラス直前は正圧が発生する部分なのでエンジンルーム内の空気を抜くことは出来ない。
ドラッグレースのプロストッククラス、主にアメリカからのル・マンプライベーターにはボンネットの嵩上げやボディの平滑化を目的に行われる例がある。
アンダーパネル
ボディ下面をフラットにするために追加するパネル。アンダートレイ(undertray)あるいはアンダーカバー(トヨタ)とも言う。車が影響を受ける気流の1/3は車体下を通過するが、車の下面には通常マフラーやプロペラシャフト等、数多くのパーツが付いているため走行中に空気抵抗になっている。これを滑らかなパネルで覆うことで空気抵抗が少なくなるため燃費を向上させることが出来る上に、走行安定性も良くなり風切り音も低減する。
近年発売され優秀なCd値(空気抵抗係数の値)を持つ車は、ほぼ例外無くアンダーパネルが取り付けられている。またレース車両などでは底面が滑らかになり流速が上がるとディフューザーの効率が上がるため、ダウンフォースも強力になり走行安定性が良くなる。底面が負圧になることによりフロントスポイラーのダウンフォースも増えることがある。
アンダーフロアスポイラー
別名グランドエフェクター(GroundEffector)。ボディ下面にアングル状のスポイラーをハの字に取り付けサイドに気流を逃すとともに、ボルテックスジェネレーターとして渦を発生させて負圧を生み、空力的にフロアを膨らませベンチュリ効果でダウンフォースを得るためのパーツ。底面が滑らかで車高が低い車ではこれを付けることによりダウンフォースが得られるが、底面を流れる気流の抵抗になるため空気抵抗は増大する。三菱・ランサーエボリューションX用純正オプションとしてフロアエアガイドと言う名前で販売されており、そのダウンフォース発生量は180km/h走行時フロント3kg・リア6kgである。TRD / トヨタテクノクラフトでは同様の機能のフロントエアロスパッツと言う商品が売られている。フェラーリ・F8トリブートでは純正で車体フロアに取り付けられている。

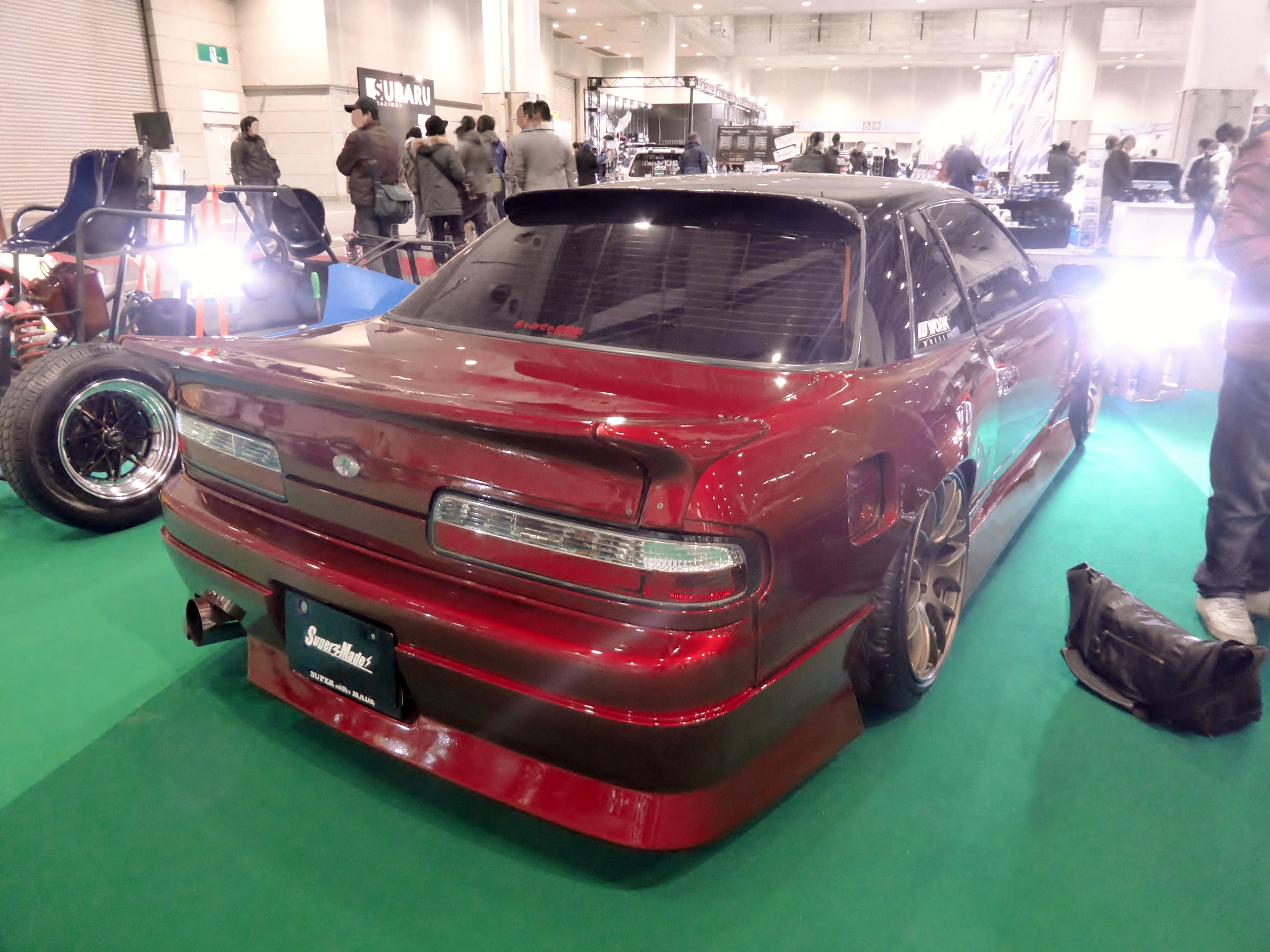
リアアンダースポイラーでバンパーを下に延長した例

リアアンダースポイラー

リアバンパーの下を延長する形で追加されるパーツ。リアバンパーと一体式になったものは「リアバンパースポイラー」と呼びバンパー下部に装着するものを「リアハーフスポイラー」「リアスカート」と呼ぶ。
フロアよりも下にリアバンパーを延長してしまうと、底面を流れる速い空気の流れを遮り空気抵抗が大きく増えてしまう(通称パラシュート効果)ため、空力的にはデメリットしかなく単なるドレスアップパーツである。
レース車両や高性能スポーツカーでは、バンパー下の部分はスポイラーではなく空気抵抗を減らしつつダウンフォースを得るためのディフューザーが取り付けられるのが普通であり、競技用に改造した車では最高速を上げるため空気抵抗になるリアバンパーに大きな穴を開けたり、下半分を切り取る(あるいはリアバンパーを撤去する)などの改造をする場合も多い。そのため近年では公道用のドレスアップパーツであってもリアバンパーを下に延長する形ではなく、ディフューザーを模した形のデザインが主流になりつつある。
リアウイング

リアウイングは車体後方上部に装着する翼状のエアロパーツである。飛行機の翼を上下裏返しにしたような翼断面を持ち、気流に対してマイナスの迎え角を付けて取り付けられ、そのダウンフォースにより後輪のグリップ力を増大させ、コーナーリングの脱出速度を上げる。また、ハードブレーキで「前輪に荷重が移動しリア荷重が減る」のを低減させ、ブレーキング時のリアを安定させる効果もある。他に車両後方の気流の乱れを減少させ、垂直面が広いリアウイングの場合は、風見安定によりスピン防止にも効果がある。また車体下面の気流を加速するためディフューザーの効率もアップさせる場合もある。
ウイングが大きければダウンフォースも大きくなるが、空気抵抗は増大し最高速度が遅くなる。また取り付け角度（迎え角）を増やすとダウンフォースが増えるが空気抵抗も増え（失速角度以下の時）、角度を減らすとダウンフォースが減り空気抵抗が少なくなる。ウイングの角度は７〜９度がもっとも効率が良いとされる。レース専用車では航空機のスロッテッドフラップのように枚数を重ねて更にダウンフォースを得ることがある。左右の翼端板はウイング上面に発生する正圧が左右から下面の負圧域に回り込むのを低減させ、翼端渦の発生を抑制してウイングの空気抵抗を減らしダウンフォース効率を上げる。

また、リアウィングの下にリアスポイラーやガーニーフラップを併用することで、ウイング下を流れる気流の剥離が抑えられるため、さらにダウンフォース効果が上がる場合も多い。
十分な効果を発揮するにはリアウイングまで綺麗に気流を導く必要がある。流線型でリアガラスが寝ているスポーツカーならば、気流が滑らかに流れるためウイングが低い位置にあっても十分な効果が得られるが、セダンタイプの場合はリアガラスが立ちぎみのためリアガラス上部で気流が剥離し、リアウイングは乱流の中にあるため十分な効果を発揮しない事が多い。このような形状の車体の場合、ルーフ後端の気流剥離を抑えてリアウィングになるべく気流を導くために、ルーフベーン（スバル）や、ボルテックスジェネレーター（三菱）が付けられることがある。
一般公道用車両で後付で大型リアウイングを装着する場合は構造変更申請が必要となる場合もあるが、メーカー純正のリアウイングには構造変更申請が不要な物が多い。社外品でも翼端板をR5以上のものにし鋭利な角をなくしてから全幅の片側16.5センチ以内に装着する、翼端板を大きくし車体との間が2センチ未満とする等が必要で、エアロパーツメーカーによっては車種専用に取り付け幅を設定し、車検対応品として売り出しているものもある。
GTウイング
ステーによって高い位置に取り付けられるウイング。

ガーニーフラップ
エアロパーツ後端に取り付けられるＬ型断面のパーツ。

リアスポイラー

ボディ上面の後端を跳ね上げるように取り付けられるエアロパーツである。ルーフを超えた気流は、リアガラスに沿うように斜め下向きに流れるためその反力によりリフトを発生させるが、車両後端に取り付けたスポイラーによって斜め上方に角度を変えることにより、リフトを減らしてダウンフォースを得るためのパーツである。
車両によっては板状のパーツがボディに垂直に取り付けられている場合もあるが、スポイラー直前の空気が横から見て三角形に滞留するため、気流はあたかも滑らかな曲線でボディ面とスポイラー頂点を繋いだかのような流れ方をしており、リアスポイラー直前は正圧が発生するためトランク部にダウンフォースが得られる。
主にスポーツ系の車両に装備されるものだが、車体後端にまとわりつく気流をすみやかに剥がし空気抵抗を減らすために、燃費向上のため浅い角度でエコカーに取り付けられている場合もある。
ボディ後端の形状をスポイラー状に整形してダウンフォースを生成し、駆動輪のトラクションを稼ぐ手法は1960年代初頭のスポーツカー（フェラーリ・TR61など）で既に散見されていることから、エアロパーツとしては最も古いものといえる。なお、ボディに滑らかに一体化されたリアスポイラーはダックテール（あひるの尾と言う意味）と言う愛称で呼ばれることがある。
翼断面形状を持ち、ボディより高い位置に取り付けられるエアロパーツはウイングと呼び、単体でスポイラーより高機能を有するので区別されがちである。
テールゲートスポイラー

ハッチバック車の後部ガラス上端部にスポイラーを設けるもので、エアカットスポイラー、ルーフウイングとも呼ばれる。車体後方の気流を整流し走行安定性が良くなる。ハッチバック車の後部は窓ガラスで占められているが、整風効果により巻き込む気流を抑制し、降雨時の後方視界の確保や土埃などの汚れが付くのをある程度防止する役目もある。ハイマウントストップランプを内蔵することもある。
垂直尾翼
航空機等に設けられる垂直尾翼と同じく、所謂風見安定によって、車両がヨー方向への安定性を保つ働きをし、偶数を対称に傾けて設ける場合もある。効きは兎も角、リアウイング類の支持体として設ける場合が多い。自動車の速度記録等を目的とした車両では、水平翼と並ぶ重要空力パーツとなる。これを意匠化したのがテールフィン。
ディフューザー
車体後部の底面に取り付けられ、アンダーパネルに負圧を発生させるためのパーツ

カナード

別名スラストスポイラーとも呼ばれる。フロントバンパーの両サイドに取り付けられ、圧力の高い車体前部から気流を側方および上方へ押しやり、車体側面に計算された縦渦を発生させる空力デバイスである。ボディ横の乱流や気流の剥離を抑制して直進安定性を大幅に増やす効果があり、さらにカナードから発生する縦渦の内部が遠心力により負圧になるため、ホイールハウス内の空気が吸い出され圧力が下がりダウンフォースを発生させる。タイヤハウスの気流排出によりフロントフロア下（スプリッターやフロントディフューザー）のダウンフォースを増すこともある。他にブレーキ周りの気流も吸い出すため放熱にも大きな効果がある。
見た目のイメージから間違えやすいが、カナード自体が受け止めるダウンフォースはそれほど大きくなく、その後ろの空気を最適化させることによりダウンフォースおよび大きな直進安定性を得ている。その効果は車両の側面全体におよび、リアタイヤ周りの空気も吸い出してリアのダウンフォースまで増加させる場合もある。
公道で使用する場合は人を傷つけないように5R以上の丸みをつけたり、縁に5R以上のゴムモールなどを巻くなどの処置をする必要があるが、乗用車に貼り付けた2cm程度の突起でも、高速道路での直進安定性向上の効果は大きく十分に体感可能である。
スプリッター

バンパーの下にフロアを延長させる形で前方に向かって水平に取り付けられる板状のエアロパーツである。ボディ正面から下面に潜り込もうとする気流をこのパネルで受け止める。フロントバンパー前方は高速走行中に非常に高い正圧が発生する部分であるが、この正圧と路面近くの圧力の差によりスプリッターは下向きに強く押さえつけられるため、高速走行中に大きなダウンフォースを発生させる。面積が大きいほどダウンフォースが大きくなるが、スプリッターはカナードと違い直接ダウンフォースを受け止めるパーツのため、ワイヤーやステーで吊るなどして非常に強固に車体に取り付ける必要がある。またスプリッター直後にフロントディフューザーを設けて、更なるダウンフォースを得ている場合もある。
他にラジエターに行く気流を増やすので冷却効率を上げる作用もある。
可変エアロパーツ

スポイラーやリアウイングをコンピューター制御で走行中に可変させ、高速性能やコーナーリング性能の向上を狙ったもので、市販車ではスーパーカーや高級スポーツカーの一部に採用されている。別名アクティブスポイラーとも言われ、減速時にエアブレーキとしての機能も持っている場合もある。
ランボルギーニの場合は、近年ALAシステムと呼ばれるアクティブ・エアロダイナミクスを採用しており、ストレート走行時はウイングの下に空気を噴射することにより気流を剥離し、ウイングを意図的に失速させて空気抵抗を減らしたり、コーナーリング時は左右のダウンフォースを変えることにより走行安定を高めている。
F1カーにおいては、DRSと呼ばれるドラッグリダクションシステムを採用しており、ストレートである条件下で作動させることが許され、リアウイングを寝かせて空気抵抗を減らすことにより前車を追い抜くことが容易になる。
フェンダースポイラー・フェンダーフィン

ボンネット両端（フェンダースポイラー）やフェンダー後部（フェンダーフィン）に付けたフィンが、ボンネットから横に回る気流を車体上部により多く逸らし、ダウンフォースを増やす物。1970年代のツーリングカーやシルエットフォーミュラに良く使われていた。
エアロミラー
主に風切り音を防止するための空力的なデザインがされているミラーのことである。純正のドアミラーは形状的に風切り音を誘発しやすいことから、小さな突起物を取り付けて乱流翼の原理で風切り音を低減している場合が多い。GTレース用マシンなどでは、室内への空気取り入れ口を兼ねる場合がある。初期型の日産・リーフはサイドミラーの風切り音を低減させるため、上方に大きく突起したライトを採用した。
エアロフェンダー

空力的なデザインがされているフェンダーであり、後ろや上部に穴を開けるなどしてリフトを抑えて車を安定させる効果を狙っている。さらなる気流排出のため、フェンダー後方下部を切り取って撤去する場合もある。他にブレーキ冷却のための気流をスムーズに排出するため冷却効果を高める作用もあり、タイヤハウス前にフロントディフューザーがある車は、気流排出によりフロントディフューザーのダウンフォースを増やす作用もある。またフェンダー上に丸みがあるデザインの場合は飛行機の翼の上面のように負圧によりリフトが発生するので、この部分に穴を開けることによりタイヤハウス内の気流を抜くと同時にフェンダー上面のリフトを抑える効果を狙っている。また、ホイールハウス内の空気を横に抜くことによって、フロントタイヤ直後に発生する乱流がアンダーパネルの流速に悪影響を及ぼすことを低減させることが出来る。
ル・マンプロトタイプ（LMP）カーでは、スピン状態で横を向いた時にフェンダー内に気流が入り車両が浮き上がってしまうのを防止するため、上部に大きな開口部を設けている。
タイヤディフレクター

タイヤ前方の床下に直角に装着される整流板で、タイヤハウスの内を整流し負圧を強めるパーツである。
タイヤスパッツ、タイヤストレーキなどメーカーにより呼び方は異なる。回転体であるタイヤに気流が当たった場合、回転により生じた乱気流により気流が撹乱され、大きな空気抵抗および操縦安定性が不安定になることを改善する。これは汎用品や社外品で販売されることはほとんど無く、純正で装着されていることが多いパーツである。
狭幅・大径タイヤ
同一タイヤ接地面積を確保するにあたって、従来より狭幅・大径タイヤ化する事により、空気抵抗・タイヤに起因する乱流を減らす。転がり抵抗が減少し、氷雪・ウエット性能や走破性能が向上する副次メリットもある。
小径前タイヤ
ボンネット高前泥除け高を下げ、空力性能を向上させる。タイヤがむき出しになったフォーミュラーカー等でも採用される。
ボルテックス・ジェネレーター

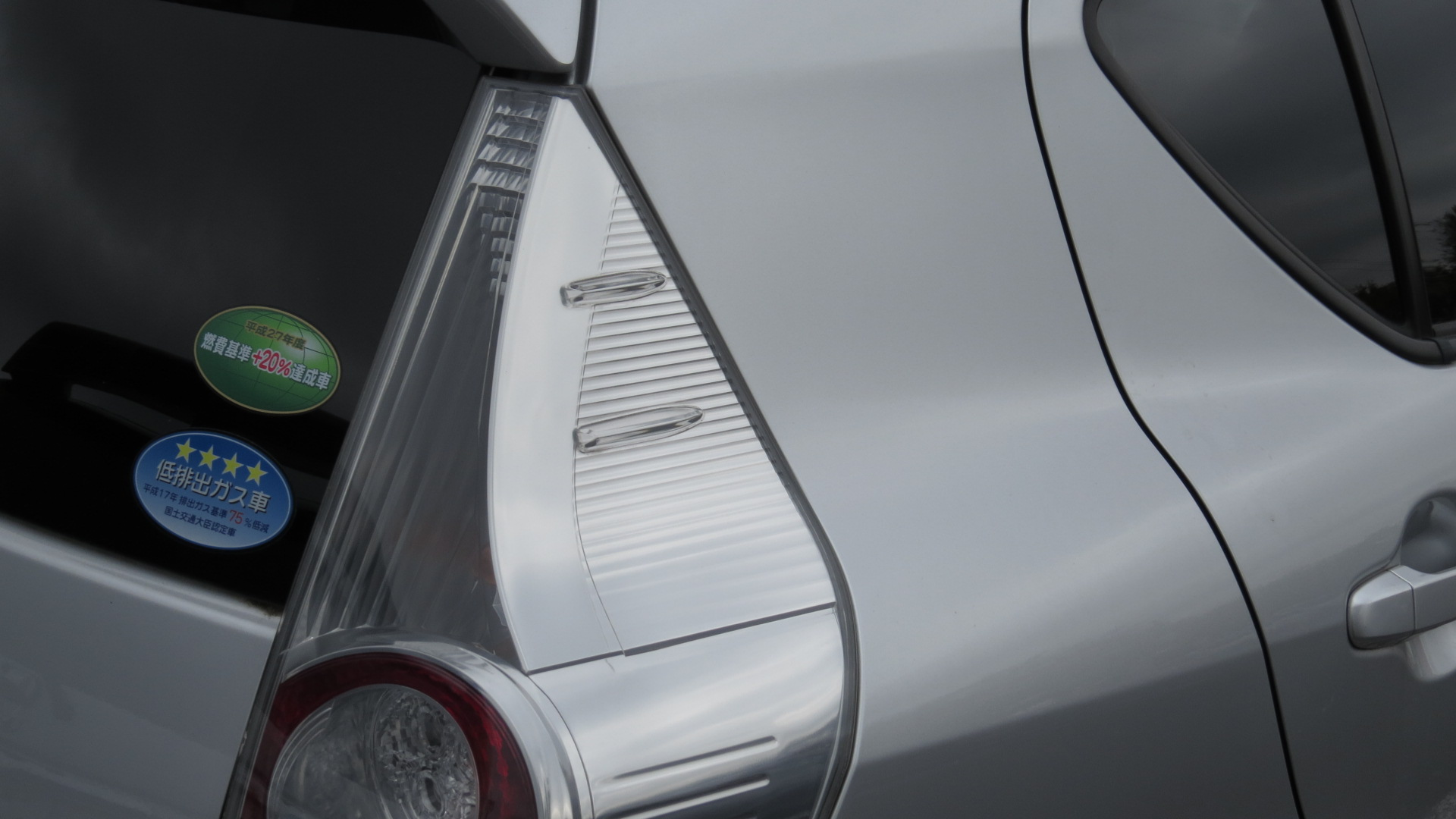
トヨタ・アクアのテールランプに一体成型された突起状のボルテックスジェネレーター(エアロスタビライジングフィン)

車体に小さな突起物を取り付けて乱流翼の原理で安定した小渦を発生させ、大きく不安定な渦を抑制することで、空気抵抗を減らし燃費を向上させるとともに、風切り音を低減し操縦安定性を向上させるパーツである。
トヨタではエアロスタビライジングフィンと呼ばれ、車のテールランプに一体成型で取り付けられている。
帆
風力自動車やランドセーリングでは推力源となる最重要空力パーツ。
ドラッグシュート（≒パラシュート）
ドラッグレースや自動車の速度記録等を目的とした車両の減速用に設けられる。
NACAダクト

NACA ダクト（エヌエーシーエーダクト）はNACA スクープ、またはNACA インレットとも呼ばれる三角形の低抵抗の空気取り入れ口である。原型が1945年にNASAの前身であるアメリカの国家航空諮問委員会(NACA)によって開発されたことからこの名称で呼ばれる。このデザインは航空機等で機体の表面に突起物を設けずに空気を取り入れる構造から、元々は"サブマージド・インレット"と呼ばれていた。
NACAダクトの目的は空気流の乱れを最小に抑えた状態で冷却用途等の目的で空気をダクト内に導くことである。前に向いた三角形の斜めになった部分から縦渦が発生し、この渦が周りの空気を強制的にダクト内部に引き込む。

リアホイールスカート
リアホイールスパッツとも。リアのホイールハウスを覆う部品で、後輪の上側半分がボディに隠し、空気抵抗を削減する。タイヤ交換や、タイヤチェーンなどの脱着や、タイヤ空気圧点検充填に、不自由が生じるので、滅多に採用されない。一部の大型車に措いて、内輪差による歩行者などの巻き込み事故率低減の為に採用された事もある。

## トラック用のエアロパーツ

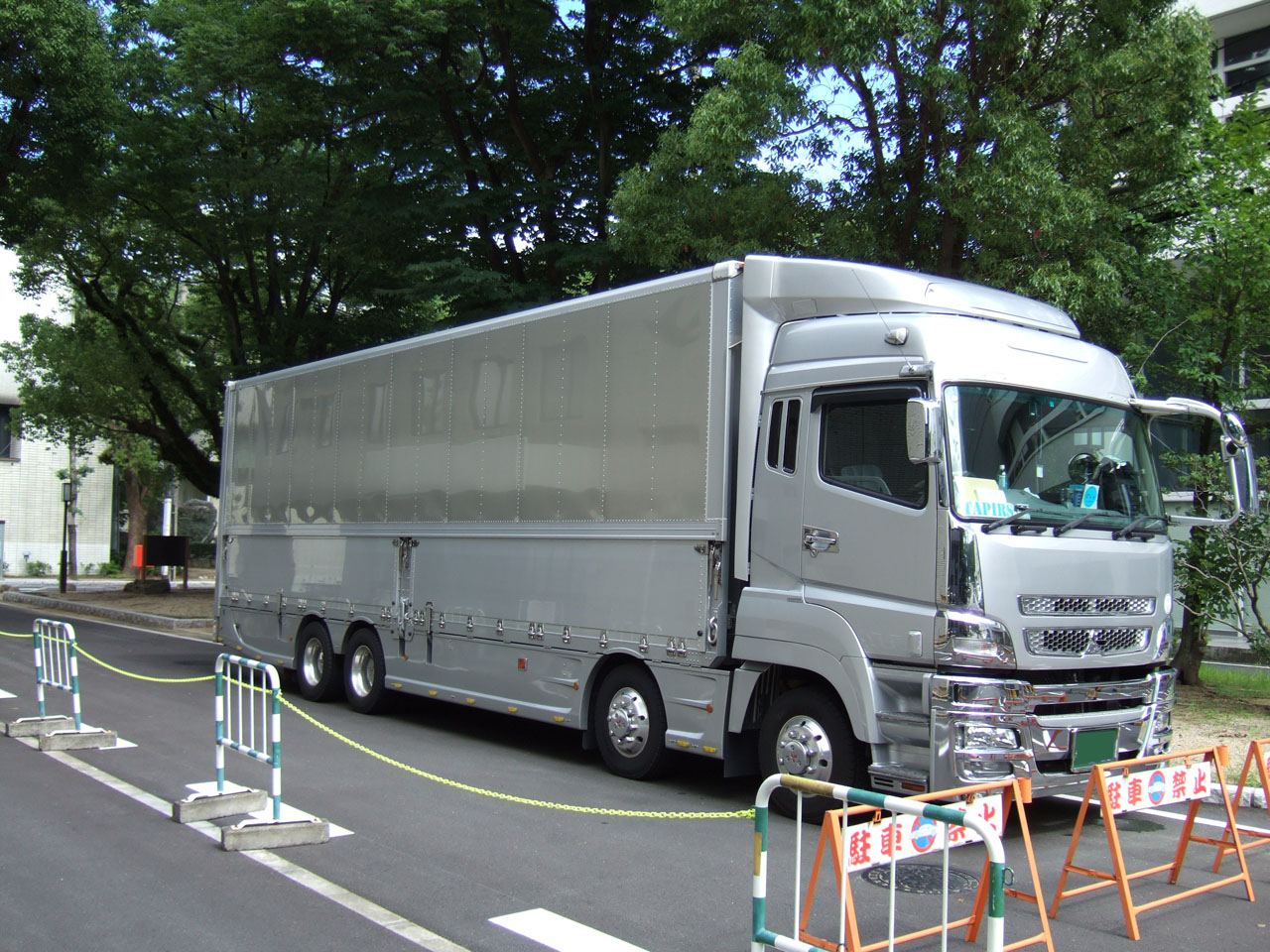
スーパーグレートのフルエアロ仕様

トラックにもエアロパーツが設定されている。トラックの場合はキャブ（運転台）よりも高さや幅のある荷台への空気抵抗を軽減する目的で装着されるため、主にバンボディを架装し、高速道路を走る機会が多い宅配便や企業間物流の路線トラック、冷凍車・保冷車、引っ越し業者などに見られる。スピードリミッターの装着が義務づけられているため最高速度は90km/hだが、乗用車よりも投影面積が大きい分、空気抵抗の軽減は燃費節約の効果をもたらす。参考までに三菱ふそう・スーパーグレートの場合、バンボディを架装した場合の空気抗力係数（cd値）は0.53となるが、エアロパーツを装着することによって0.44まで軽減され、巡航時の燃料消費量は3-8%低減される。
エアデフレクター（ウインドデフレクター）
運転台の上に装着し、荷台上方への空気抵抗を軽減する。別名導風板（どうふうばん）。メーカーによっては「ウインドデフレクター」「ドラッグフォイラー」と称する。
サイドパニエ（ギャップシールド）
運転台と荷台との間の隙間を埋める。エアデフレクターとセットで装着すると効果が上がる。
コーナーベーン
フロントの左右端に装着。フロント部で圧縮されて速度の高まった気流を強制的にサイドに導き、気流の剥離を抑制して空気抵抗を減少させる他サイドウインドウの汚れ防止に効果がある。
フロントバイザー（ひさし）
本来は車内の日よけでは遮りきれない直射日光を抑えるために装着されるが、エアロパーツとして開発されたフロントバイザーはフロントガラス部分の空気抵抗をキャブ上方へ送り込むことで減少させる。
サイドスカート・リアスカート
目的・効果は乗用車用と同じ。ただし、通常のトラックではこの部分に燃料タンクやスペアタイヤ、冷凍装置、荷役用の機器などが装着されているためむき出しになっていることが多く、装着例は少ない。
サイドミラー
トラックは構造上死角が多くなるためフロントに多数のミラーを装着して視界を補う。しかしミラーが多くなると空気抵抗が大きくなるため、サイドミラーとサイドアンダーミラーを一体のケーシングに収めることがある。
ボルテックス・ジェネレーター
高速走行中に荷台の背後に生じる巨大な渦は大きな走行抵抗になるが、この部材により小さな渦を発生させて大きな渦の発生を抑える。走行安定性を低下させるカルマン渦の抑制も期待される。

## オートバイ用のエアロパーツ

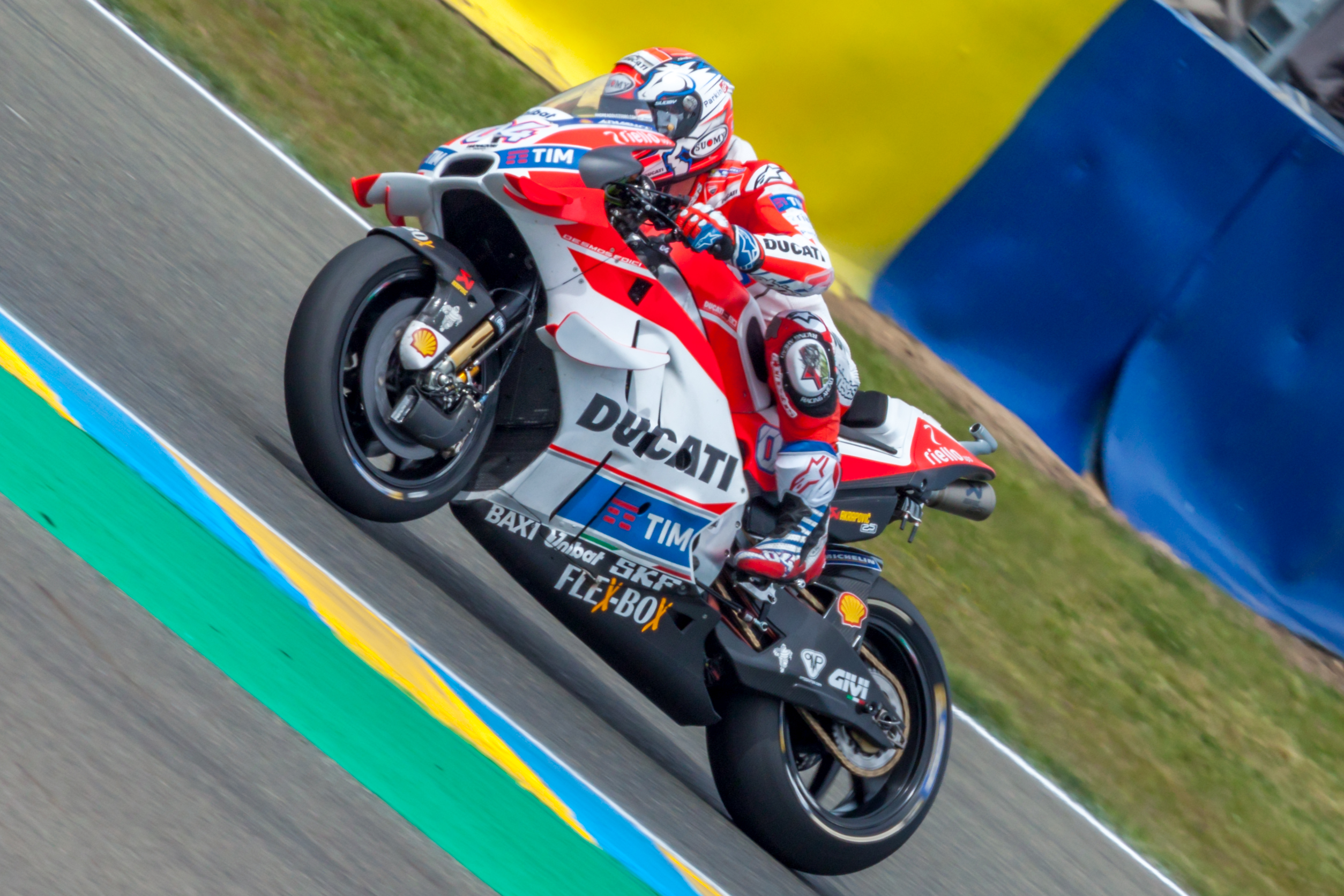
ウィングレットが装着されたドゥカティ・デスモセディチ GP16。

2010年代後半、ロードレース用オートバイのフェアリング前部に、ストレーキあるいはウィングレットと呼ばれるカナード翼が装着されるようになった。
これは前輪の接地荷重増加とともに、側面の気流をコントロールし安定性増加を狙ったものであり、急加速時のウィリーを防止したり車体の安定性を増やして直進性を増し、外乱に対して車体のブレを抑制する効果がある。ドゥカティはこれらのウィングレットにより40kgのダウンフォースを発生すると言われている。またフロントタイヤの温度上昇を助ける作用もあるが、ドラッグ増加により最高速を少し犠牲にする。ステアリングの切り返しが重くなるため、操作感を好まないライダーもいる。
ロードレース世界選手権MotoGPクラスでは2016年より共通ECUが導入され、アンチウィリー機能のロスを補うため、ドゥカティを筆頭にウィングレットの開発が流行した。しかし、ライダーが接近走行や転倒時に尖った部品に接触すると危険であるとみなされ、2017年から使用が禁止された。2017年以降は左右の幅が制限された、丸みを帯びた形状の空力デバイスを登録制で使用することが認められている（シーズン中のアップデートは1回のみ）。
市販のサーキット専用オートバイであるカワサキ・H2Rは、カウル上部にもウイングを取り付けている。
自動車用には上下短横長形状単行ナンバープレートを採用している国でも、オートバイ用には空気抵抗や安全性のため、多行化するなりして相対的に上下長横短形ナンバープレート化する場合が多い。また、フロントのナンバープレートは省略するか、空気抵抗の少ない様にフロントフェンダー上に走行方向に平行に配する国もある。

## 公道用のエアロパーツの注意点
公道用の車両の場合はパーツを装着後、車両の全長など車検証の記載内容から一定範囲を超えた場合には、記載事項の変更をしなければならなくなったり、車検の更新が受けられない場合や検挙の対象になることもある。
一般市販車向けとして販売されているパーツには、小企業、零細企業、あるいは個人工房などでドレスアップ性を重視して製作しているものも多数ある。CFDを用いた空力設計や風洞による空力の検証などはほとんど行われないので、例えばGTウイングをつけることで単純に体感出来るほどのダウンフォースは獲得できても、その裏では体感し難いとされるドラッグも大幅に増大する結果にもなりかねず、本来の空力的な目的である最小限のドラッグ増（場合によってはドラッグ低減）で効率的にダウンフォースを獲得するにはノウハウが必要になる。メーカーによってはラリー、スーパー耐久、SUPER GT等で得られたデータを基に作成していることを謳っている所もあるが、実際のレース車両とは車高や構成エアロパーツの違いがあるため、全く別のセッティングが必要となる。

## 空力を考えたその他のパーツ

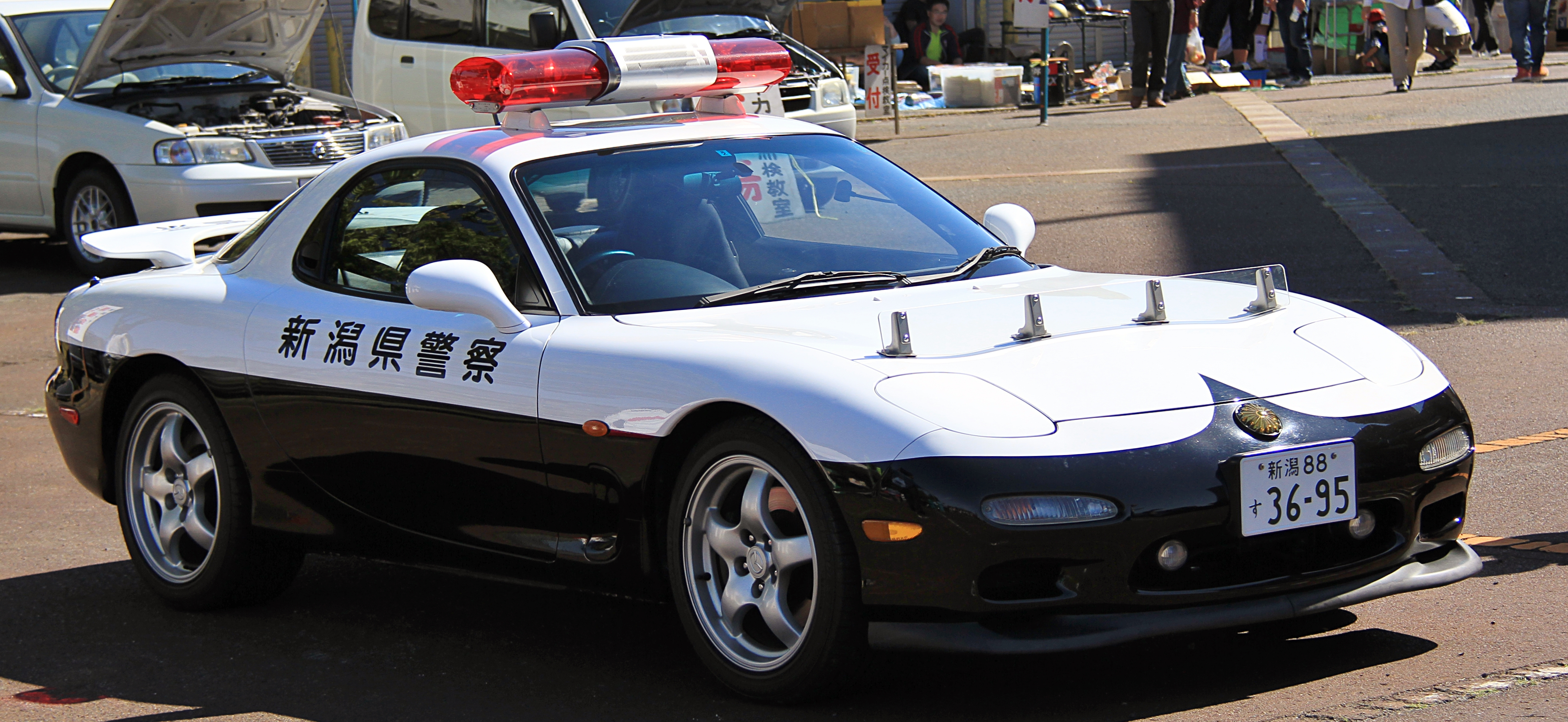
ボンネットスポイラーを装着した新潟県警察のマツダ・RX-7

以下のパーツは空気力学的な性能向上のために取り付けられる部品ではないためエアロパーツとは呼ばないが、空力を加味して設計された車のパーツ類の例である。
空力形回転灯
被視認性を向上させるため、高所に設けられた幅広回転灯・連装回転灯を空力に配慮された（回転灯色染）半透明カバーで覆った物。単装でも空力に配慮された（回転灯色染）半透明カバーを被せる場合もある。空力形状支持棒で屋根から浮かせて取り付ける場合・不透明な空力形状土台で屋根から浮かせてその上に取り付ける場合などもある。内部・土台には、アンテナ・拡声器等が実装されている場合もある。法的制限から多くは緊急車両に実装されているが、レーシング場のセーフティカー等にも実装されている。格納式・取り外し式にした場合、非使用時の空力性能を向上させる効果もあるが、実際には取り締まり効率の向上や、常時・平時に周囲に無用の威嚇を与えないことが主目的。
砲弾形ヘッドライト
クラシックカーで前方燈火類を車体外に実装するにあたって、後流が安定し空気抵抗が低下することが期待できる椎の実形状の筐体に納める。実際の砲弾銃弾と違い、尖った方を後方に向ける。当初は電灯普及以前で、相応の容積が必要なアセチレンランプ等が使われており、空力・前方視界等のために可能な限りコンパクトにされたボンネット内に前照灯を納める発想は無かったし、方向指示器や車幅灯も無かった。但し一部のネイキッド (オートバイ)・クルーザー (オートバイ)などの自動二輪車用には意匠として採用されたり、交換取り付けされたりする事がある。
車体内前照灯
前方燈火類を車体内に納め、ボンネット前車輪カウリングと一体化して空力・前方視界・衝突安全性向上を図るパッケージング。車体外ヘッドライトがボンネットに付く形を経て、徐々に移行した。今日では常識とされるパッケージングである。ただしフォグランプ類が車体外に設けられるケースは、今日でも多い。
リトラクタブル・ヘッドライト、ポップアップ式ヘッドランプ
自動車の車体前部の高さを下げることは空気抵抗の減少につながるが、前頭部に装備するヘッドライトの最低地上高は歩行者に対する安全上の理由等から規制があり、極端に低い位置には設置出来ない。また米国では「規格型」のライトハウジング以外が使用できなかった期間が長く続き、その中で空力的・法的・意匠的メリットを求めて採用された時期がある。収納時には後述の異形前照灯と同様なメリットがあるも、点灯時には空力的デメリットがあり、歩行者等交通弱者との衝突時に引っ掛かり易い他、ライト常時点灯を義務づけられている国もあるため、現代では稀になった。
ワイパースポイラー
高速走行時のワイパーの浮きを抑え、ワイパーの効きを維持する。
エアロガーニッシュ
グリルガーニッシュとも呼ばれる。グリル部に装着し、エンジンルーム内に進入する気流と受け流す気流を調整する。一定の冷却効果を狙ったものもある。
エアロガーニッシュは一見してドレスアップの目的のみに装着されると考えられる場合が多いが、実際にはサイドスポイラーより気流の影響を受けるエアロパーツとして知られ、各メーカーでは度重なる風洞実験を繰り返しながら設計される。ラジエターがフロントグリル後部に設置されているタイプの自動車においては、開口部の大きさに重きが置かれ、アンダーグリル部にラジエターが装着された自動車は、ボンネット上部に風を受け流すパーツとして、その角度に重きが置かれて設計される場合が多い。車の空力デザインで冷却系の空気抵抗は大きく、車全体の33.4％と言われている。
ミラーレス
カメラとディスプレーを使って、騒音・乱流・空気抵抗の元となるドアミラー・サイドミラー・フェンダーミラー等を廃する。日本では2016年6月より公道で合法化された。
エアロアンテナ
車体外に設けるアンテナを空力に配慮した形状にするカバー。シャークフィンアンテナ、ドルフィンアンテナなどと言われている。アンテナ構造自体を空力に配慮した逆L型アンテナとする場合や、エレメントの途中にコイルを挿入するなり折り返すなりした上で軟質樹脂等で覆って極端に全長を短くしたアンテナや、窓内にシート状のアンテナを張る場合もある。風切り音低下を含めた空力性能の向上に加え、アンテナのフラッター現象防止によるアンテナ破壊予防・送受信安定化効果もある。旧来の伸縮・出し入れ・起倒式モノポールアンテナと比べ、悪戯や不注意や洗車機でアンテナが破損し難いメリットも大きい。但し一般に非振動時の純粋なアンテナ性能は、車外に設けた適切なアンテナ長のモノポールアンテナより何れも劣るので、ブースターを取り付けたり、送受信機の性能を上げるなど、相応の対応が必要となる。
アルミテープ
2016年にトヨタ自動車は車体にアルミテープを貼ることで静電気を放電させ、空力を最適化する発明の国際特許を申請済みであることを公表した。（最近のトヨタの車両にはバンパーの裏側などにアルミテープが貼ってある）近年の車はプラスチックなどの非金属素材を多用しているため走行中にタイヤや空気摩擦により静電気が溜まりやすい状態にある。その静電反発は形状抵抗を増大させ、剥離領域の拡大により本来の空力性能が十分に得られなくなる。他にダクト類に貯まる静電気はダクトの中の空気の流れを阻害している可能性もある。。そこで車体に除電器として糊部分も導電性があるアルミテープを貼り付け電荷を大気中に放出することで、本来の空力特性に近づけることが出来る。その効果は空気抵抗減少による燃費改善・操縦安定性向上・直進性向上・運動性向上などで、効果的な設置場所やテープの加工方法なども公開されている。
異形前照灯・尾灯
自動車の車体前部の高さを下げることは空気抵抗の減少につながるが、前頭部に装備するヘッドライトの最低地上高は歩行者に対する安全上の理由等から規制があり、極端に低い位置には設置出来ない。丸形・角形規格品（デファクトスタンダード含）前照灯を廃し、ボンネット両端前部に空力に配慮した前照灯を配す。または丸形・角形規格品（デファクトスタンダード含）前照灯の前に空力に配慮した半透明カバーを設ける。特に現在主流となっている樹脂製ライトカバーは整形自由度が高いため、後端に角を設けて気流の離れを調整したり、突起を設けてボルテックスジェネレーターとするなどエアロパーツ的機能を積極的に付加させる例が増えている。空力的メリットの他に、歩行者等交通弱者との衝突時に、幾許でも引っ掛かりを避け衝撃を逃がす効果が期待できる。西欧が先行し、米国での「規格型」のライトハウジング使用義務終了に伴い、世界的に普及した。ただしフォグランプ類に規格品灯が使われる事は今日でも多い。
空力形衝突安全装置・自動運転装置
衝突安全装置・自動運転装置の車外センサーを空力に配慮した形状にする。
上下短横長形ナンバープレート
先端のナンバープレートを、冷却性能も含め空力に配慮した上下短横長形状にする。
主要国では実質法定最高速度の際立って低い日本では、冷却性能も含め空力に配慮する必要が無いので、上下長横短形ナンバープレート（ここではそれまでの横書単行から昭和30年3月28日運輸省令7号に始まる横書二行化ナンバープレートと、単行の他国ナンバープレートとの相対比較を意味する）を維持し続けている。（国際標準形に合わせた外交官用および、デパーチャーアングルが重要な米軍・自衛隊等を除く）
フロントグリル
自動車のフロントグリルは車体の最前面にあり、車の「顔」となるためブランドを示すエンブレム等が配置されることもあるスタイリング上重要な部分であるが、真正面から空気に当たる部分であるために背後にラジエーターやインタークーラーが配置される。しかし車体の開口部は空気抵抗の要因ともなるため、冷却効率と空気抵抗の低減を両立したデザインが要求される。そのためチューニング車で冷却率を上げる目的でグリルを撤去する者もいるが、かえって冷却効率を悪化させていることが多い。近年ではグリルに自動で開閉するシャッターを設け、速度や熱状態により開閉させ、空気抵抗の低減を図る例も見られる。
エンジンカバー
複雑な配管やケーブルなどを隠すといった見た目上の役割や、遮音や遮熱、エンジンのヘッド部分や各種の補機類を汚れから守るといった役割があるが、ボンネット内の空気抵抗も考慮し設計される場合がある。
ボンネットスポイラー

高速走行時のフロントガラスへの虫除けとして装着される空力パーツ。商品名では「バグガード」とも呼ばれる。高速道路交通警察隊の高速パトロールカーによく装備されている。
ボンネット上を流れる空気をフロントガラスの前方で上方に流し、高速走行時に虫がフロントガラスに激突して視界を塞ぐことを防ぐためのもので、雨天の高速走行時には雨粒がフロントガラスに叩きつけることを軽減する効果もある。
通常はボンネットの中央もしくは中央やや後方よりに取り付けられるが、ボンネット前端部に装着するタイプのものもあり、それらは「ボンネットガード（ボンネットプロテクター）」「フロントプロテクター」などの商品名でも呼ばれるが、“フロントプロテクター”と呼ぶ場合、必ずしもこのボンネットスポイラー（バグガード）のことを指すとは限らない。
ホイールキャップ、アルミホイール
近年の車両、特にいわゆるエコカーに関しては軽量化のためにホイールのメイン素材をアルミとしつつ、さらに空気抵抗低減のためにホイールキャップを装着する例が見られる。(例：20系以降のトヨタ・プリウス、スバル・レヴォーグ等) 
またスチールホイール装着車に関してもエアロパーツとしての効果を期待してホイールキャップが装着される例が見られ、3代目eK/初代デイズの開発を追った番組では風洞実験でその効果を検証する一幕が登場していた。